# 단봉낙타
단봉낙타(單峯駱駝, 영어: dromedary, 학명: Camelus dromedarius 카멜루스 드로메다리우스[*])는 가축화된 낙타의 한 종으로, 아라비아낙타라고도 한다. 낙타속에 속한 현생 3종 중 가장 큰 낙타로, 다 자란 수컷은 어깨 높이가 1.8-2m, 암컷은 1.7-1.9m 정도이며 몸무게는 수컷이 400-600kg, 암컷이 300-540kg으로 수컷이 암컷에 비하여 더 크고 무겁다. 단봉낙타는 다른 종류의 낙타들과 비교했을 때 목이 길다랗고 섬세한 곡선을 그리고, 가슴과 배 부분이 납작하며 혹은 하나뿐이다. 몸 색깔은 보통 탁한 갈색이며, 혹은 약 20cm 정도 높이인데 이 혹은 대부분의 성분이 지방이며 결합 조직으로 얽혀 있다.
주로 낮에 활발히 활동하는 주행성 동물이며 20여 마리 안팎으로 무리를 짓는데, 건장한 수컷이 우두머리를 맡는다. 주식은 사막에서 자생하는 건생식물들이며, 체수분의 30%에 해당하는 수분을 잃어도 버틸 수 있도록 사막 환경에 알맞게 적응했다. 짝짓기는 일 년에 한 번만 이루어지며 우기가 찾아올 때 즈음 최고조에 이른다. 한 배에 한 마리씩, 11-13개월의 임신기간을 거쳐 새끼를 낳는다.
단봉낙타는 가축화가 이루어진 낙타로, 거의 2,000년이 가도록 야생 개체가 나타나지 않았다. 처음으로 단봉낙타의 가축화가 이루어진 시기는 4,000년 전이라 추정되며, 그 위치는 소말리아 또는 아라비아 반도라고 한다. 그 전까지는 사하라 사막과 같이 건조한 북아프리카와 중동 등지에서 야생 단봉낙타가 서식했던 것으로 보인다. 가축으로 쓰이는 단봉낙타는 구대륙의 건조 기후 지대에서 사육되는데, 주로 아프리카 대륙에서 이용한다. 그러나 호주에서는 야생화된 단봉낙타 집단이 발생하기도 한다. 단봉낙타에게서 얻는 고기와 낙타젖은 상업적으로 이용될 뿐만 아니라 아라비아 반도의 소수민족들의 주식이 되며, 세계 각지의 사막 대상 및 현지인들에게는 짐이나 사람을 옮기는 운송용 가축으로도 유용하게 쓰인다.

## 어원
단봉낙타를 일컫는 영단어 드로메더리(Dromedary)는 고대 프랑스어 단어 'dromedaire', 또는 후기 라틴어 단어 'dromedarius'에서 따온 것으로 보이며, 이 단어들은 모두 '달리는', '달리는 것'을 뜻하는 그리스어 단어 드로마스(δρομάς)가 어원이다. 그리스에서는 이 낙타를 가리켜 드로마스 카멜로스(δρομάς κάμηλος), 즉 '달리는 낙타'라고 일컬었다. 영어로 'Dromedary'라는 단어가 사용된 기록은 14세기에 처음 남아 있다. 아라비아 반도가 원생지로 유력한 데에서 비롯되어 아라비아낙타(Arabian Camel)로 불리기도 한다. 중국·대한민국에서는 쌍봉낙타와 대비하여 혹이 하나뿐이라고 하여 단봉(單峰, 單峯)이라고 일컫는다. 일본에서도 혹이 하나뿐이라고 하는 점을 명하는 것은 같으나, 중국·대한민국과는 다르게 일류(一瘤 히토코부[*])라고 일컫는다.
한편 낙타를 뜻하는 캐멀(Camel)이라는 명칭은 박트리아낙타라고도 하는 쌍봉낙타와 야생쌍봉낙타까지 아우르는 말로 이것은 라틴어 단어 카멜루스(Camelus) 또는 그리스어 단어 카멜로스(kamēlos), 또는 셈어파에 속하는 언어들의 단어, 예컨대 히브리어의 가말(גמל) 또는 아랍어의 가말(جمل)에서 비롯되었다고 추정된다. 한자로 낙타(駱駝/駱駞)라고 하는 것의 어원은 확실하지 않으며, 낙타를 뜻하는 낙타 낙(駱)과 낙타 타(駝/駞)는 모두 말마변을 부수로 하는 형성자이다. 타마(駝馬) 혹은 탁타(驝駝)라고도 부르며, 옛말로 '약대'라고도 한다.

## 분류
|  | 비쿠냐                                          |
|  |                                                 |
|  | \| \| 라마 \| \| \| \| \| \| 과나코 \| \| \| \| |
|  |                                                 |
|  | 라마                                            |
|  |                                                 |
|  | 과나코                                          |
|  |                                                 |

|  | 라마   |
|  |        |
|  | 과나코 |
|  |        |

|  | 비쿠냐                                          |
|  |                                                 |
|  | \| \| 라마 \| \| \| \| \| \| 과나코 \| \| \| \| |
|  |                                                 |
|  | 라마                                            |
|  |                                                 |
|  | 과나코                                          |
|  |                                                 |

|  | 라마   |
|  |        |
|  | 과나코 |
|  |        |

|  | 단봉낙타                                                  |
|  |                                                           |
|  | \| \| 야생쌍봉낙타 \| \| \| \| \| \| 쌍봉낙타 \| \| \| \| |
|  |                                                           |
|  | 야생쌍봉낙타                                              |
|  |                                                           |
|  | 쌍봉낙타                                                  |
|  |                                                           |

|  | 야생쌍봉낙타 |
|  |              |
|  | 쌍봉낙타     |
|  |              |

|  | 비쿠냐                                          |
|  |                                                 |
|  | \| \| 라마 \| \| \| \| \| \| 과나코 \| \| \| \| |
|  |                                                 |
|  | 라마                                            |
|  |                                                 |
|  | 과나코                                          |
|  |                                                 |

|  | 라마   |
|  |        |
|  | 과나코 |
|  |        |

|  | 비쿠냐                                          |
|  |                                                 |
|  | \| \| 라마 \| \| \| \| \| \| 과나코 \| \| \| \| |
|  |                                                 |
|  | 라마                                            |
|  |                                                 |
|  | 과나코                                          |
|  |                                                 |

|  | 라마   |
|  |        |
|  | 과나코 |
|  |        |

|  | 단봉낙타                                                  |
|  |                                                           |
|  | \| \| 야생쌍봉낙타 \| \| \| \| \| \| 쌍봉낙타 \| \| \| \| |
|  |                                                           |
|  | 야생쌍봉낙타                                              |
|  |                                                           |
|  | 쌍봉낙타                                                  |
|  |                                                           |

|  | 야생쌍봉낙타 |
|  |              |
|  | 쌍봉낙타     |
|  |              |

|  | 비쿠냐                                          |
|  |                                                 |
|  | \| \| 라마 \| \| \| \| \| \| 과나코 \| \| \| \| |
|  |                                                 |
|  | 라마                                            |
|  |                                                 |
|  | 과나코                                          |
|  |                                                 |

|  | 라마   |
|  |        |
|  | 과나코 |
|  |        |

|  | 비쿠냐                                          |
|  |                                                 |
|  | \| \| 라마 \| \| \| \| \| \| 과나코 \| \| \| \| |
|  |                                                 |
|  | 라마                                            |
|  |                                                 |
|  | 과나코                                          |
|  |                                                 |

|  | 라마   |
|  |        |
|  | 과나코 |
|  |        |

|  | 단봉낙타                                                  |
|  |                                                           |
|  | \| \| 야생쌍봉낙타 \| \| \| \| \| \| 쌍봉낙타 \| \| \| \| |
|  |                                                           |
|  | 야생쌍봉낙타                                              |
|  |                                                           |
|  | 쌍봉낙타                                                  |
|  |                                                           |

|  | 야생쌍봉낙타 |
|  |              |
|  | 쌍봉낙타     |
|  |              |

|  | 비쿠냐                                          |
|  |                                                 |
|  | \| \| 라마 \| \| \| \| \| \| 과나코 \| \| \| \| |
|  |                                                 |
|  | 라마                                            |
|  |                                                 |
|  | 과나코                                          |
|  |                                                 |

|  | 라마   |
|  |        |
|  | 과나코 |
|  |        |

|  | 비쿠냐                                          |
|  |                                                 |
|  | \| \| 라마 \| \| \| \| \| \| 과나코 \| \| \| \| |
|  |                                                 |
|  | 라마                                            |
|  |                                                 |
|  | 과나코                                          |
|  |                                                 |

|  | 라마   |
|  |        |
|  | 과나코 |
|  |        |

|  | 단봉낙타                                                  |
|  |                                                           |
|  | \| \| 야생쌍봉낙타 \| \| \| \| \| \| 쌍봉낙타 \| \| \| \| |
|  |                                                           |
|  | 야생쌍봉낙타                                              |
|  |                                                           |
|  | 쌍봉낙타                                                  |
|  |                                                           |

|  | 야생쌍봉낙타 |
|  |              |
|  | 쌍봉낙타     |
|  |              |

|  | 비쿠냐                                          |
|  |                                                 |
|  | \| \| 라마 \| \| \| \| \| \| 과나코 \| \| \| \| |
|  |                                                 |
|  | 라마                                            |
|  |                                                 |
|  | 과나코                                          |
|  |                                                 |

|  | 라마   |
|  |        |
|  | 과나코 |
|  |        |

|  | 비쿠냐                                          |
|  |                                                 |
|  | \| \| 라마 \| \| \| \| \| \| 과나코 \| \| \| \| |
|  |                                                 |
|  | 라마                                            |
|  |                                                 |
|  | 과나코                                          |
|  |                                                 |

|  | 라마   |
|  |        |
|  | 과나코 |
|  |        |

|  | 단봉낙타                                                  |
|  |                                                           |
|  | \| \| 야생쌍봉낙타 \| \| \| \| \| \| 쌍봉낙타 \| \| \| \| |
|  |                                                           |
|  | 야생쌍봉낙타                                              |
|  |                                                           |
|  | 쌍봉낙타                                                  |
|  |                                                           |

|  | 야생쌍봉낙타 |
|  |              |
|  | 쌍봉낙타     |
|  |              |

|  | 비쿠냐                                          |
|  |                                                 |
|  | \| \| 라마 \| \| \| \| \| \| 과나코 \| \| \| \| |
|  |                                                 |
|  | 라마                                            |
|  |                                                 |
|  | 과나코                                          |
|  |                                                 |

|  | 라마   |
|  |        |
|  | 과나코 |
|  |        |

|  | 비쿠냐                                          |
|  |                                                 |
|  | \| \| 라마 \| \| \| \| \| \| 과나코 \| \| \| \| |
|  |                                                 |
|  | 라마                                            |
|  |                                                 |
|  | 과나코                                          |
|  |                                                 |

|  | 라마   |
|  |        |
|  | 과나코 |
|  |        |

|  | 단봉낙타                                                  |
|  |                                                           |
|  | \| \| 야생쌍봉낙타 \| \| \| \| \| \| 쌍봉낙타 \| \| \| \| |
|  |                                                           |
|  | 야생쌍봉낙타                                              |
|  |                                                           |
|  | 쌍봉낙타                                                  |
|  |                                                           |

|  | 야생쌍봉낙타 |
|  |              |
|  | 쌍봉낙타     |
|  |              |

|  | 비쿠냐                                          |
|  |                                                 |
|  | \| \| 라마 \| \| \| \| \| \| 과나코 \| \| \| \| |
|  |                                                 |
|  | 라마                                            |
|  |                                                 |
|  | 과나코                                          |
|  |                                                 |

|  | 라마   |
|  |        |
|  | 과나코 |
|  |        |

|  | 비쿠냐                                          |
|  |                                                 |
|  | \| \| 라마 \| \| \| \| \| \| 과나코 \| \| \| \| |
|  |                                                 |
|  | 라마                                            |
|  |                                                 |
|  | 과나코                                          |
|  |                                                 |

|  | 라마   |
|  |        |
|  | 과나코 |
|  |        |

|  | 단봉낙타                                                  |
|  |                                                           |
|  | \| \| 야생쌍봉낙타 \| \| \| \| \| \| 쌍봉낙타 \| \| \| \| |
|  |                                                           |
|  | 야생쌍봉낙타                                              |
|  |                                                           |
|  | 쌍봉낙타                                                  |
|  |                                                           |

|  | 야생쌍봉낙타 |
|  |              |
|  | 쌍봉낙타     |
|  |              |

|  | 비쿠냐                                          |
|  |                                                 |
|  | \| \| 라마 \| \| \| \| \| \| 과나코 \| \| \| \| |
|  |                                                 |
|  | 라마                                            |
|  |                                                 |
|  | 과나코                                          |
|  |                                                 |

|  | 라마   |
|  |        |
|  | 과나코 |
|  |        |

|  | 비쿠냐                                          |
|  |                                                 |
|  | \| \| 라마 \| \| \| \| \| \| 과나코 \| \| \| \| |
|  |                                                 |
|  | 라마                                            |
|  |                                                 |
|  | 과나코                                          |
|  |                                                 |

|  | 라마   |
|  |        |
|  | 과나코 |
|  |        |

|  | 단봉낙타                                                  |
|  |                                                           |
|  | \| \| 야생쌍봉낙타 \| \| \| \| \| \| 쌍봉낙타 \| \| \| \| |
|  |                                                           |
|  | 야생쌍봉낙타                                              |
|  |                                                           |
|  | 쌍봉낙타                                                  |
|  |                                                           |

|  | 야생쌍봉낙타 |
|  |              |
|  | 쌍봉낙타     |
|  |              |

단봉낙타는 쌍봉낙타(학명: C. bactrianus)와 야생쌍봉낙타(학명: C. ferus)와 같은 속인 낙타속에 속하며, 더 나아가서는 라마·알파카·과나코·비쿠냐와 같은 낙타과에 속한다. 기원전 4세기 고대 그리스의 철학자 아리스토텔레스가 처음으로 낙타속의 동물들을 기재하였고, 그 이름은 그의 저서인 《동물지(動物誌)》에 실려 있으며 단봉낙타와 쌍봉낙타로 나뉘어 있다. 현재 쓰이는 단봉낙타의 학명은 스웨덴의 생물학자 칼 폰 린네가 1758년 부여한 것이며, 그의 저서인 《자연의 체계》 제10편에 실려 있다. 1927년, 영국의 수의학자 아널드 리스가 단봉낙타의 기본 습성으로 개체군을 분류했다. 그는 단봉낙타들을 몸집이 작은 대신 근육질이어서 짐낙타로 유용한 언덕낙타와, 소량의 짐을 운반하거나 사람을 태우기에 좋은 사막형과 많은 짐을 옮길 수 있는 강변형으로 세분화되는 초원낙타로 나누었으며, 이 두 유형 사이 중간 정도 되는 특징을 보유한 낙타도 있다고 하였다.
2007년 중국과학원 소속의 펑춰이와 동료 과학자들이 낙타족(단봉낙타·쌍봉낙타·야생쌍봉낙타)과 라마족(라마·알파카·과나코·비쿠냐) 사이의 진화와 관련된 연구를 진행했는데, 그 결과 두 족이 초기 마이오세인 2,500만년 전에서부터 서로 갈라져 나왔다는 사실을 확인했으며, 이 결과는 기존에 북아메리카의 화석 자료를 통해 추정되었었던 연대보다 앞서 있었다.
단봉낙타와 쌍봉낙타는 이따금 교잡하여 잡종을 만들어내기도 하는데, 두 종의 접촉이 자주 이루어지는 인도와 파키스탄 북부 펀자브·이란·아프가니스탄에서는 잡종의 발현형질에서 다른 점을 찾아보기 힘들다. 잡종 낙타도 생식이 가능하다는 것을 들어 두 종을 두 개의 다른 특징을 지닌 한 종으로 합쳐야 한다는 주장이 생겨났지만, 1994년 두 종 사이의 유전적 관계를 검토한 결과 미토콘드리아의 시토크롬b 유전자가 10.3%의 몹시 저조한 일치율을 보이면서 부정되었다.

## 유전 정보 및 잡종
다른 낙타들처럼 단봉낙타도 74개, 즉 37쌍의 이배성 염색체를 지니고 있으며, 상염색체는 5쌍의 중부동원체와 아중부동원체를 가지고 있다. X 염색체는 그 가운데에서 가장 크기가 크며, 말단 동원체는 31쌍이다. 이런 특성으로 볼 때 단봉낙타의 핵형에서 쌍봉낙타와 매우 유사한 점을 찾아볼 수 있다.
단봉낙타와 쌍봉낙타 사이 인위적인 교잡이 처음 이루어졌던 것은 기원전 1000년 전으로 거슬러 올라간다. 수천 년 동안 단봉낙타와 쌍봉낙타는 두 종이 모두 서식하는 지역에서 성공리에 잡종을 만들어냈으며, 그렇게 교잡된 낙타들은 간혹 원종들보다 긴 혹이 생기거나, 혹 두 개 중 하나가 작고 하나가 큰 모습을 갖고는 했다. 잡종 낙타는 원종보다 크기가 크고 순발력이 더 강했기 때문에 짐을 운반하는 일에는 두 종보다 절등히 뛰어났다. 1대 잡종 암컷 낙타와 수컷 쌍봉낙타 간에도 잡종이 생길 수 있었지만, 그 외의 다른 배합으로 생긴 잡종들은 거의 다 허약하거나 체구가 기형적으로 왜소했다.

## 진화
지금은 절멸한 프로틸로푸스(Protylopus)라는 토끼만한 원시 낙타는 에오세 말기에 북아메리카에서 출현했으며, 시대를 통틀어 낙타 중에서 가장 몸집이 작았다. 플리오세와 플라이스토세를 넘겨가면서 여러 포유류들이 멸종했지만 오히려 이 시기에 낙타는 베링 해협을 건너 유라시아 대륙으로 넘어왔고, 최종적으로는 서아시아와 북아프리카에 정착했다. 플라이스토세에는 단봉낙타의 조상종이 중동과 북아프리카에서 나타났다.
현대 단봉낙타들은 서아시아의 고온 건조한 기후에 적합하도록 쌍봉낙타에서 진화한 것으로 보이며, 다시 말해 초기 구대륙 낙타들과 유전적으로 긴밀한 관계를 맺고 있었던 것으로 보인다. 이 가설을 지지해 주는 사실은 단봉낙타가 태아 시절에는 혹이 두 개가 있으며, 성체 수컷 단봉낙타에는 혹이 있는 자리 앞에 또다른 혹의 흔적이 남아있다는 것이다. 기원전 8,200년 전으로 추정되는 단봉낙타의 턱뼈가 사우디아라비아의 홍해 남해안 방면에서 발견된 적도 있다.
1975년 컬럼비아 대학교의 리처드 불리엣 교수는 쌍봉낙타가 사라진 지역들에는 현재 많은 단봉낙타가 살고 있으며, 역으로 단봉낙타가 살고 있는 지역에 많은 쌍봉낙타가 자취를 감췄다고 서술했다. 불리엣은 이와 같은 대체 현상이 일어난 까닭으로 그 지역에서 활발히 활동하던 아랍 상인들에게 낙타 고기, 모피와 낙타유의 의존도가 높아진 것을 꼽았다. 반대로 아시아 지역에서는, 쌍봉낙타가 비록 가축화되긴 했지만 낙타에게서 얻을 수 있는 물품들에 대해 특별한 경제성을 부여하지는 않았다.

## 특징

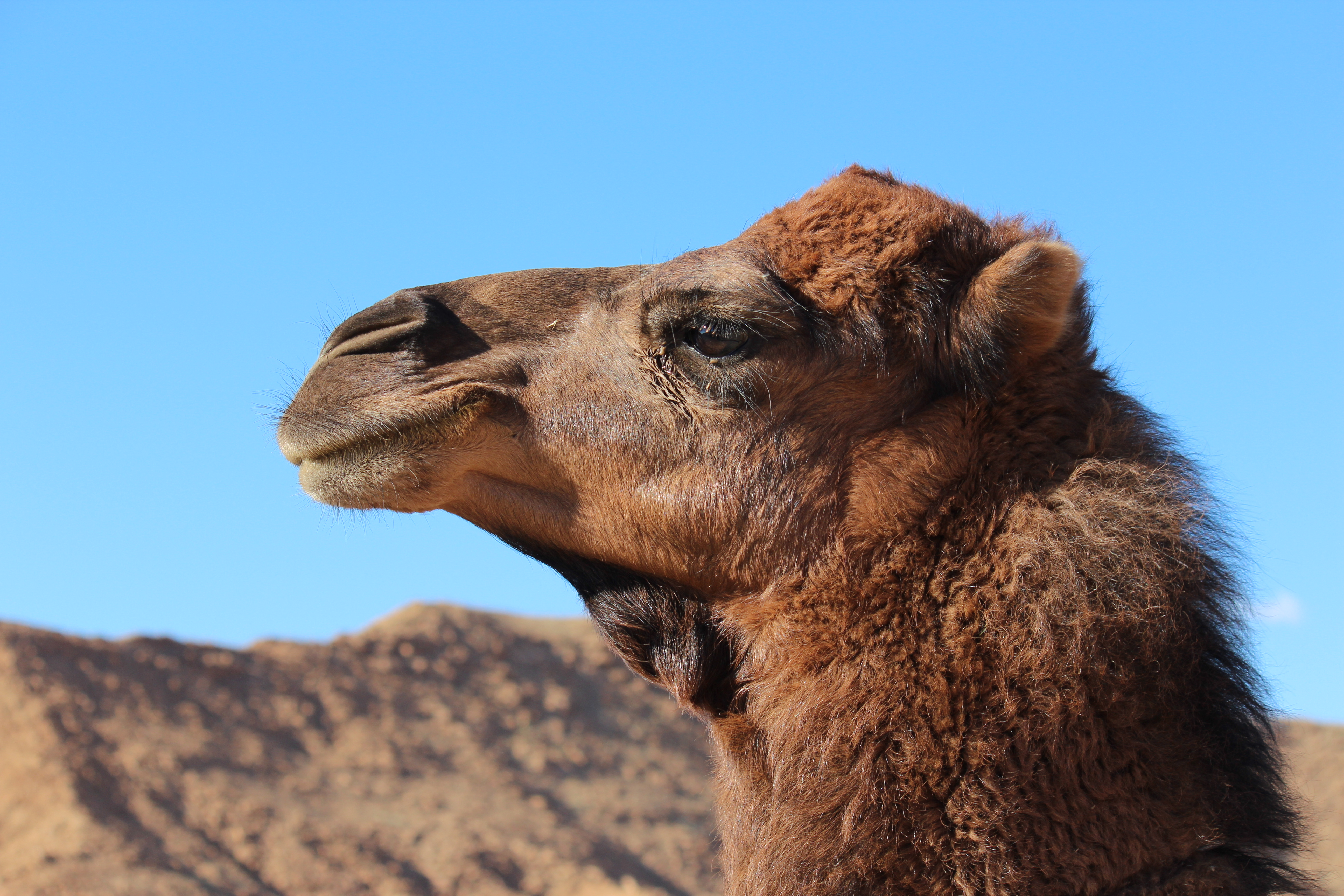
단봉낙타의 두꺼운 쌍꺼풀과 눈썹, 알제리

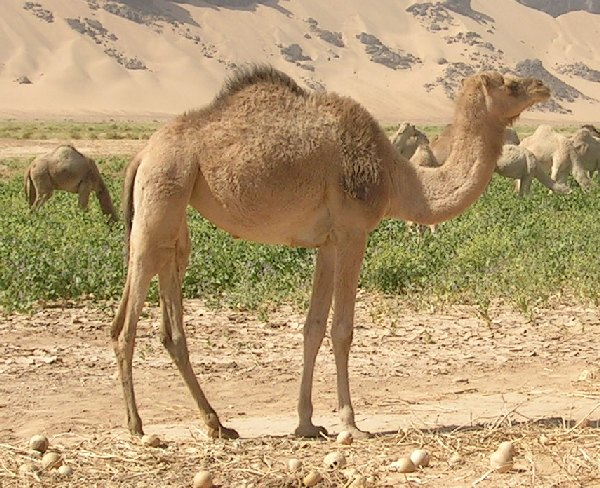
단봉낙타의 길다랗고 굴곡진 목과 단봉, 테두리를 따라 선 갈기

단봉낙타는 초식동물 중에서는 중대형에 속하며 쌍봉낙타보다 작으나 낙타과 안에서는 큰 편에 속한다. 다 자란 수컷 단봉낙타의 어깨높이는 180-200cm, 암컷은 170-190cm 정도이다. 몸무게 또한 수컷이 400-600kg, 암컷이 300-540kg 정도로 수컷이 암컷보다 약간 더 큰 성적 이형성을 갖는다. 길다랗게 굴곡진 목과 좁은 흉부, 등 위로 불룩하게 봉우리진 혹 하나, 두꺼운 쌍꺼풀과 빽빽한 속눈썹은 눈에 가장 띄는 외형적 특징이다. 감각 중에서는 시각이 날카롭고 후각 역시 탁월하다. 수컷의 부드러운 입천장은 18cm 정도로 길며, 부풀리면 분홍빛 기낭이 만들어진다. 구강 구조상 혀와도 자주 혼동되는 이 입천장은 입 한쪽에 대롱대롱 달려 있으며, 번식기에 암컷들을 유혹하기 위한 용도로 사용된다.
모피는 보통 탁한 갈색으로, 개체마다 검은색에서부터 거의 흰색에 가까운 수준까지 다양한 색깔을 가진다. 아널드 리스는 부분백색증을 앓는 낙타들이 수단의 쿠르두판과 다르푸르에 다소 있다고 보고했다. 갈기는 목, 어깨, 혹 테두리에 집중적으로 돋아나 있다. 커다란 눈은 눈구멍 위쪽 뼈가 융기되어 보호해 주고 있으며, 귀는 작고 둥글다. 혹은 작아도 높이 20cm가 넘는다. 단봉낙타의 다리는 길고 튼튼하며 발끝에는 발가락이 두 개가 붙어 있다. 발바닥 거죽은 납작하고 두꺼운 가죽질로 되어 있다. 걸을 때에는 한쪽에 몰린 두 다리를 동시에 내딛는데, 이 걸음걸이는 기린을 닮았다.
쌍봉낙타와 비교했을 때 몸무게가 가볍고 늘씬하며 다리 길이가 길고 털이 적다. 입천장은 쌍봉낙타보다 더 딱딱하며, 벌집뼈 근처 균열이 희미하거나 아예 없다. 라마와 비교했을 때 단봉낙타는 혹의 존재 말고도 상대적으로 더 긴 꼬리, 작은 귀, 네모진 발바닥, 큰 몸집 등으로 쉽게 구별 가능하다. 젖꼭지는 라마와 과나코와는 달리 2개가 아니라 4개이다.

### 해부

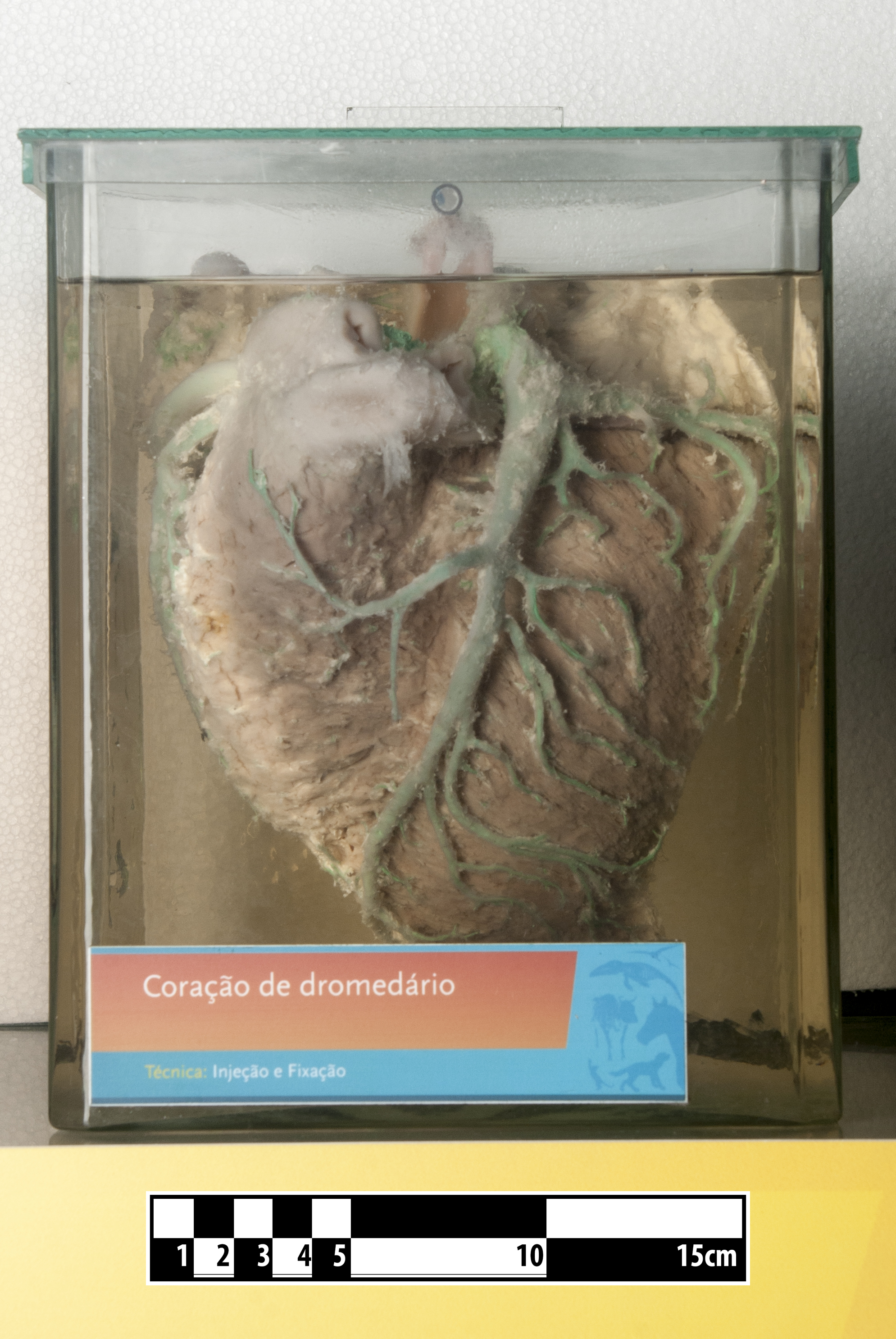
단봉낙타의 심장 표본

두개골에서 두드러지는 특징은 광대뼈와 이마뼈와 그 연결뼈, 해면질로 가득찬 고실포(鼓室胞), 두개골의 이음매 부분의 금을 따라 잘 발달된 시상능(矢狀稜)이라고 부르는 돌기, 길쭉한 얼굴과 들쑥날쑥한 코뼈이다. 가슴에는 장기를 감싸는 8쌍의 복장뼈, 그리고 4쌍의 다른 갈비뼈가 있으며 길쭉한 척추는 거의 214cm에 달한다. 척추가 끝나는 곳에는 2·3번째 엉치뼈가 자리잡아 있으며, 종아리뼈는 복사뼈로 들어가 있다. 지행성(趾行性) 동물로, 골격으로 볼 때 두 발가락 마디만을 땅에 딛고 걸으며, 여타 동물들에게 두 번째와 다섯 번째에 해당하는 발가락이 없다. 앞발은 좌우로 잰 너비가 19cm이고 앞뒤로 잰 길이가 18cm이며, 뒷발은 너비 17cm에 길이 16cm이다.

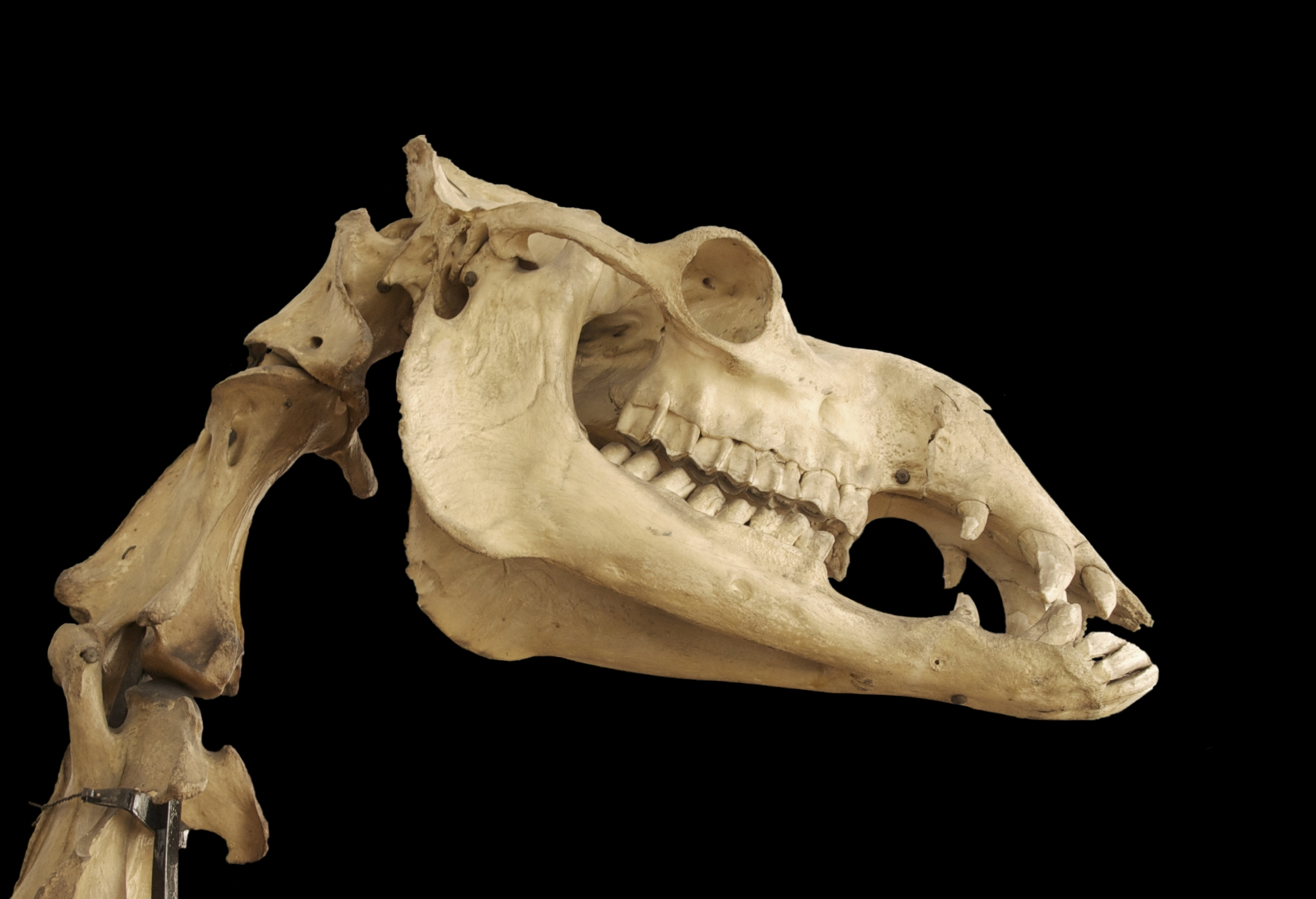
단봉낙타의 두개골

단봉낙타의 유치는 22개이며 자랄수록 영구치 34개가 올라와 그 자리를 대신한다. 영구치가 다 돋아난 상태에서 치열은 1.1.3.33.1.2.3, 아직 유치일 경우에는 1.1.33.1.2이다. 아직 성숙해지지 못한 낙타는 하단에 처음 나는 어금니부터 12~15개월이면 돋아나고 영구치 송곳니는 4-6년이 되어야 자라며, 모든 치아는 생후 8년이 되면 전부 쓸 수 있게 된다. 또한 수정체 속에는 크리스털린(crystallin)이라는 단백질을 찾을 수 있으며, 이 단백질은 안구 속의 단백질 8~13%를 차지한다.
피부는 검은색이고, 그 상피는 두께가 0.038-0.064mm이며 진피는 2.2-4.7mm이다. 솟아오른 혹은 지방질로, 결합 조직이 혹 속의 지방을 얽어매서 지탱한다. 얼굴 부분에는 아무런 샘도 없지만, 수컷은 아포크린땀샘이 변형된 큰 샘을 목 가운데에 가지고 있어 발정기에 액체가 찬다. 이 샘은 발정기를 거쳐가며 더욱 팽창하고 무거워지며, 그 무게가 20-115g 정도로 나간다. 몸을 뒤덮고 있는 털은 저마다 입모근, 모낭, 피지선, 땀샘이 딸려붙어 있다. 암컷은 원뿔 모양 젖샘을 가지고 있으며, 길이는 2.4cm, 직경 1.5cm인데 탈수 상태일 때에도 수분을 90% 함유한 낙타젖을 만들 수 있다.

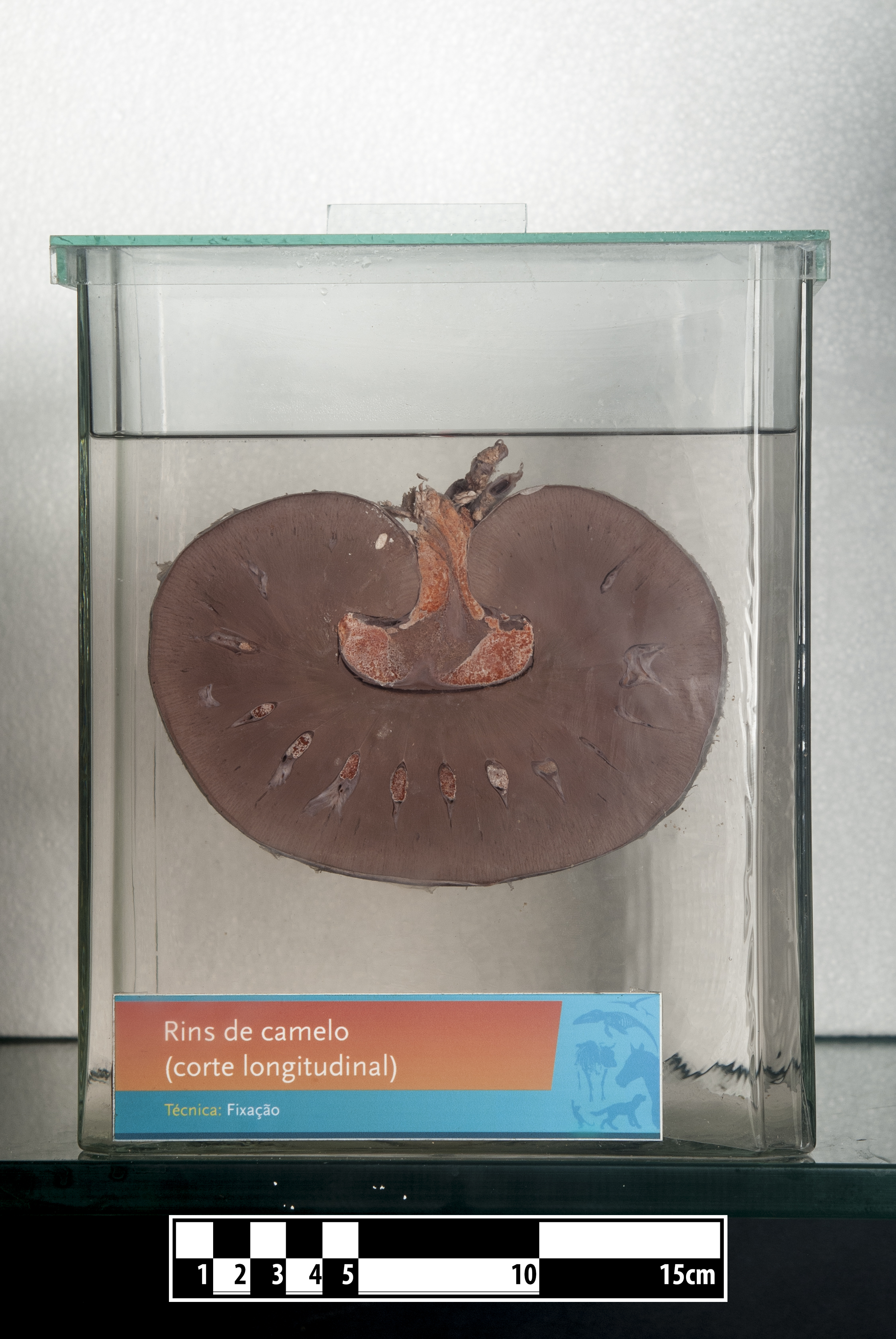
단봉낙타의 콩팥 표본

5kg에 달하는 심장은 심실이 두 개로 끝이 왼쪽으로 구부러지는 모습을 하고 있으며, 심박수는 1분당 50회이다. 특이하게도 단봉낙타는 유일하게 타원형 적혈구를 가진 포유류로, 혈액의 수소 이온 농도는 7.1-7.6으로 약염기성을 띠고 있다. 수화 작용의 상태와 성별, 연령 등이 모두 혈액 수치에 영향을 줄 수 있다. 폐에는 폐엽이라고 부를 만한 부위가 없으며, 탈수 증상을 보이면 시간당 호흡 횟수는 적어진다. 콩팥은 한 번에 총량 858cm3의 소변을 농축시킬 수 있고, 소변은 염소의 농도가 매우 높다. 말처럼 쓸개가 보이지 않으며, 보라색을 띠는 비장은 무게가 500g 이하이다. 세모꼴의 간은 네 개의 방으로 이루어져 있고 무게가 6.5kg이며 60×42×18cm의 공간을 차지한다.

### 생식기
암컷이 가지고 있는 난소는 붉은색을 띠며 모양새는 둥글납작하다. 난소는 원뿔 모양으로 된 점액주머니가 감싸고 있는데 발정기가 아닐 때에는 4×2.5×0.5cm의 공간을 차지하며, 난관(卵管)의 길이는 25-28cm이다. 질의 길이는 3-3.5cm로 근처에 잘 발달된 큰질어귀샘이 자리하고 있다.또한 3-5cm 깊이의 음문과 음핵, 넓게 퍼진 태반과 초승달처럼 굽은 융모막(絨毛膜)을 가지고 있다.
수컷에게 달려 있는 음경은 바깥에서 뒤집을 수 있는 세모꼴 포피로 둘러싸이며 길이는 60cm 정도 된다. 음낭은 회음보다 높은 위치에 있으며 두 개의 고환은 각기 다른 주머니에 담겨 있다. 고환 길이는 7-10cm이며 깊이는 4.5cm, 너비는 5cm인데, 대체적으로 오른쪽 고환이 왼쪽 것보다 더 작은 경우가 많다. 한쪽 고환의 질량은 140g 정도이며 발정기에 들어가면 그 질량이 165-253g으로 증가한다. 흰색을 띠는 마름모꼴의 망울요도샘에는 정낭이 없으며, 전립선은 원반 모양처럼 생겼고 누런빛을 띠는데, 2개의 엽으로 이루어져 있다.

### 건강과 질병
단봉낙타는 대체로 소나 염소에 비해서는 건강한 편으로 병이 잘 도지지 않는다. 건강에 문제가 없는 단봉낙타의 체온은 새벽에 가장 낮게 떨어지며 땅거미가 질 때까지 서서히 올라가다가 밤 사이에 떨어진다. 그러나 흥분한 낙타는 부주의하게 다루어질 경우 구토할 수 있다. 다만, 이것은 발정기의 수컷 낙타에게도 흔히 일어나는 증상이다.
단봉낙타는 체체파리가 옮기는 기생충에 의해 감염되는 질환인 트리파노소마증에 취약하다. 증상은 열·빈혈·허약 등으로, 낙타에게는 매우 치명적인 질병이다. 또다른 주요 질환으로는 브루셀라증이 있는데, 한 연구의 관찰 기록에 따르면 이 병의 혈액감염비율은 소규모로 키우는 단봉낙타들에게는 2-5%로 낮게 집계되었지만, 낙타를 대량 사육하는 환경에서는 8-15%의 비교적 높은 발병률을 보였다. 브루셀라증을 주로 일으키는 프로테오박테리아들은 두 종류로 각각 브루셀라 아보르투스(Brucella abortus)와 브루셀라 멜리텐시스(B. melitensis)라 한다. 그 외에도 흡충·촌충·선형동물류에 감염될 위험에 노출되어 있다. 기생충 중에서도 옴진드기목에 속하는 천공개선충(Sarcoptes)이라는 종류는 개선(疥癬), 다시 말하여 옴을 옮긴다. 2000년에 요르단에서 주도한 연구에서 선별한 32마리의 낙타 중 26마리에게서 양성 반응이 나왔으며, 또다른 연구를 통해, 몸에 우역과 양역(羊疫)에 대한 자연 항체가 있는 것이 밝혀졌다.
2013년, 이집트에서 실행한 혈청역학 연구에서 단봉낙타가 중동호흡기증후군 코로나바이러스(MERS-CoV)의 매개가 되는 동물일지도 모른다는 추측이 처음으로 제기되었다. 1년간 사우디아라비아의 단봉낙타들을 검사한 결과 예상대로 중동호흡기증후군의 유력한 숙주라는 것이 드러났는데, 바이러스 특유의 유전적 안정성과 단봉낙타의 높은 코로나바이러스 혈액감염 비율 등이 그 근거가 되었다. 이 연구에서 단봉낙타를 숙주로 삼은 MERS-CoV의 게놈 지도는 인간에게도 옮는 B계통 MERS-CoV와 99.9% 일치했다. 사우디아라비아에서도 사우디 국내의 중동호흡기증후군을 일으키는 최소한의 발병 인자를 가진 낙타의 비율은 90% 이상이라는 연구 결과가 나왔다. 2015년 대한민국 중동호흡기증후군 유행 당시, 보건복지부는 낙타를 멀리하라는 예방법을 제시한 바 있으나 실효성이 없어 논란이 되었다.
벼룩과 진드기가 엉겨붙을 수도 있으며, 참진드기속(Hyalomma)에 속하는 진드기가 가장 많은 것으로 알려져 있다. 이스라엘의 경우 낙타당 20-105마리의 진드기가 붙어 있다. 어떤 사해 근처 평야에 위치한 대추야자 농장에서 키우던 단봉낙타 아홉 마리에게 이버멕틴이 주사되었는데, 참진드기속에 속하는 진드기들에게는 별 효과가 없었다. 또한 양파리의 구더기가 콧속에 꾀이는 경우, 뇌탈출과 신경질환을 유발한다. 낙타에게 영향을 미치는 그 외의 다른 질병들로는 고름증, 부상 부위의 코리네박테리아 및 연쇄상구균 감염, 파스퇴렐라균에 의한 호흡기 질환, 패혈증, 낙타두(Camelpox)와 같은 종기 질환, 탄저병, 피부 괴사, 염분 결핍증 등이 있다.

## 생태

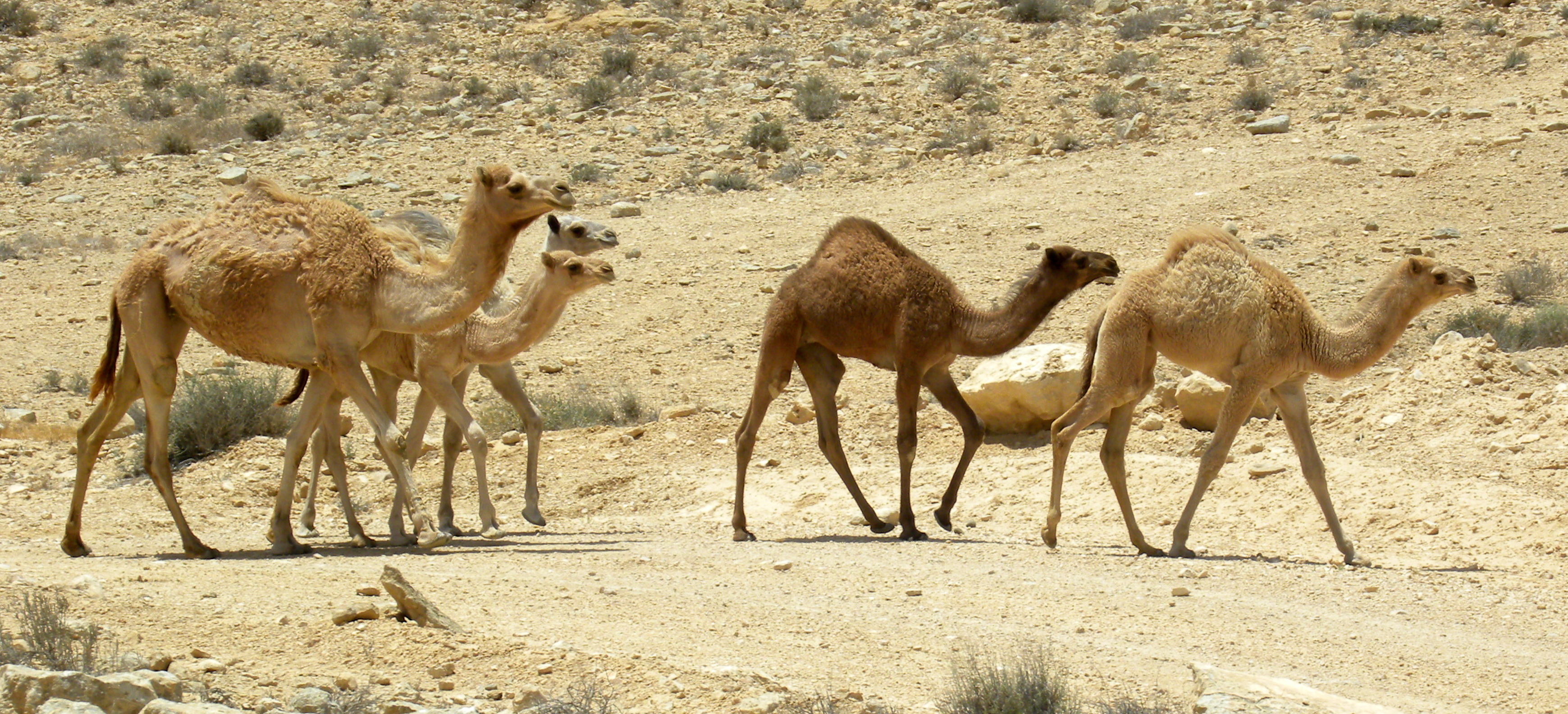
이스라엘의 단봉낙타 무리

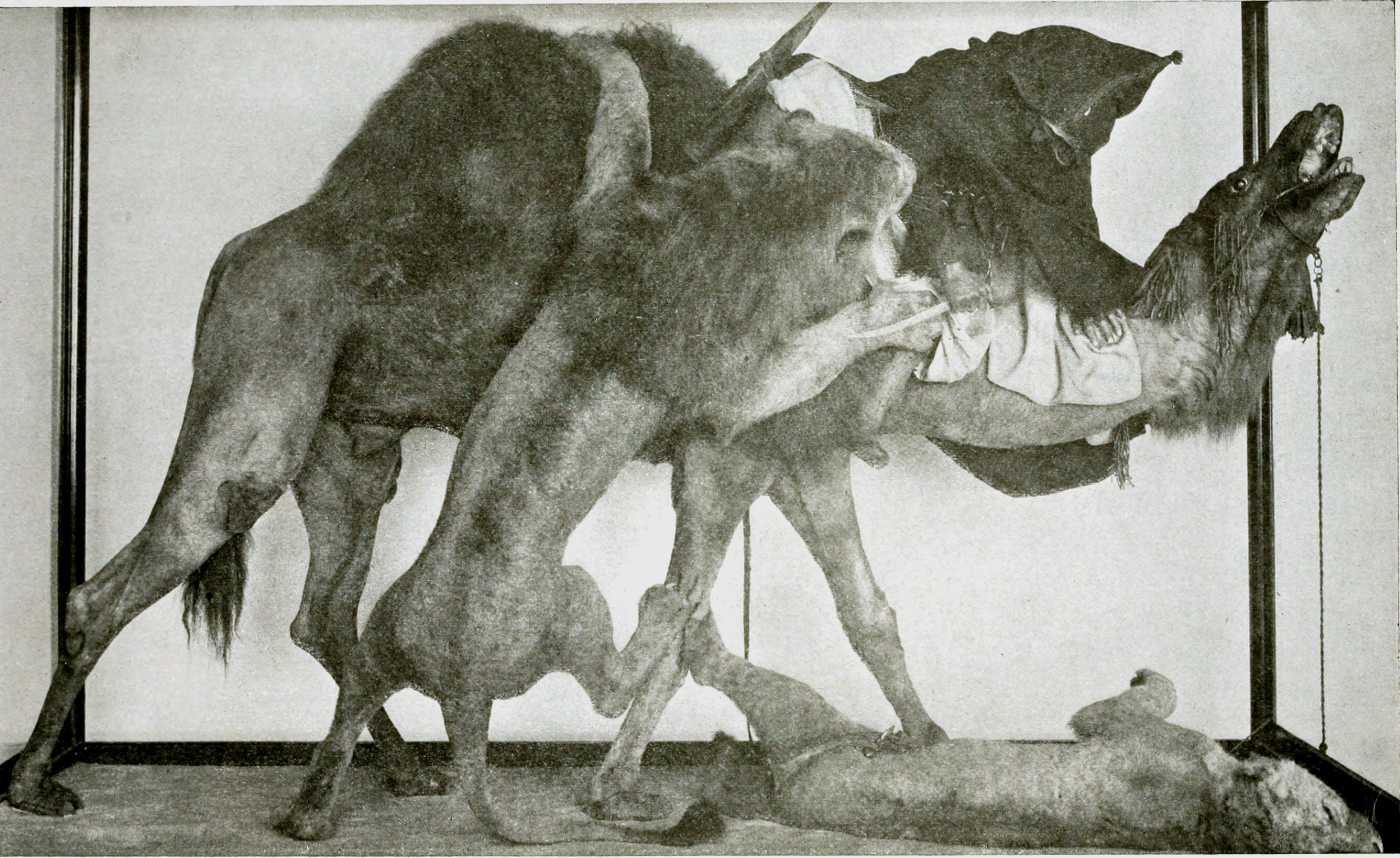
바바리사자와 그 공격을 받는 단봉낙타를 표현한 박제 디오라마. 피츠버그의 카네기 자연사 박물관, 1898년.

주행성 동물으로, 무리를 지어 일정한 목적지 없이 자유롭게 돌아다니나 기온이 가장 높아지는 한낮에는 모래바닥에 걸터앉아서 휴식을 취한다. 20마리 안팎으로 무리를 지으며, 무리의 대장격은 수컷이고 나머지 구성원들은 대개 수컷이 거느리는 암컷들이지만 상황에 따라서는 암컷이 선두에 서기도 한다. 어떨 때는 반려 없이 수컷들끼리만 무리를 구성하거나 홀로 생활하기도 하며, 반대로 서식지 근처에서 일어나는 천재지변으로 인해 무리 전체가 피신해야 할 때 수백 마리에 이르는 단봉낙타 무리가 서로 뭉쳐 이동하기도 한다. 무리에 암컷이 있는 수컷은 다른 수컷들을 암컷 근처에 오지 못하도록 텃세를 부리며 멀리 쫓아낸다. 호주의 야생 단봉낙타들은 행동권에 50-150km2에 달하는 일도 있으며, 매년 확장되어 수천 제곱킬로미터에 달하기도 한다.
단봉낙타는 상대방을 무는 척하는 행동을 곧잘 하며, 기분이 좋지 않을 때는 발을 뚝뚝 끊어지듯이 구른다. 원래 자기가 태어났던 고향 지역을 알아보거나 찾아갈 수 있는 정도의 기억 능력을 가졌으며, 가끔 암컷의 경우 어디서 출산을 하거나 젖을 물렸는지 기억하는 경우도 있다. 공격적인 동물은 아니지만, 발정기의 수컷은 꽤 신경질적이어서 서로 몸싸움을 벌이는 일도 잦다. 수컷이 안드로겐을 얼마나 분비하고 있는지에 따라서 행동이 달라진다는 1980년 연구 결과가 있는데, 1월에서 2월 사이 발정기가 찾아와 안드로겐 분비량이 많아질 때에는 낙타를 다루기 어려우며, 입천장을 입 밖으로 부풀리거나, 울음소리를 내거나, 소변을 등 쪽으로 뿌리는 등의 행동을 보인다. 가려운 곳은 뒷다리나 아랫송곳니를 사용해 긁으며, 그 부위를 나무껍질에 비비기도 한다. 정처 없이 돌아다니는 단봉낙타는 늑대, 사자, 호랑이 등 대형 포식자의 습격을 받기 쉬우며, 지역에 따라서 주된 천적이 다르다.

### 먹이
초식동물으로 키 작은 풀과 건초, 사막 식물을 주로 먹는데, 사막의 식물들은 대개 뾰족뾰족한 가시가 나 있어 낙타 외의 생물이 즐겨 먹기 어렵다. 일반적으로 단봉낙타는 먹이 중에서 관목과 묘목(47.5%)을 가장 즐겨 먹으며 그 외에는 나무(29.9%), 풀(11.2%), 덩굴식물(11%), 지의류와 같은 기타 식물(0.2%) 등도 골고루 먹이로 삼는다. 관목이 자라는 곳을 찾으려는 습성이 있으며, 여름에는 덤불 식물이나 관목이 식단의 70% 정도였다가 겨울이 되면 90%까지 올라간다. 풀 중에서는 새순과 수분이 풍부한 풀을 좋아한다.
사하라 사막에서는 지금까지 총 332종의 사막 식물을 먹이로 삼는 것이 관찰되었으며 우산아카시아나무(Vachellia tortilis)·기장속 식물·여리고발삼(Balanites aegyptiaca) 등을 주로 섭식한다. 이와 같은 주식 외에도 각종 선인장·아카시아속·갯능쟁이속·수송나물속의 식물도 먹을 수 있다. 호주와 인도와 같은 서로 다른 식물상이 존재하는 지역에서도 우라드콩·루콜라·토끼풀 같은 다양한 초목을 먹을 수 있다. 먹이를 먹을 때에는 입술로 먹이를 휘어잡고 이빨 쪽으로 끌어당기며, 뾰족한 가시가 많은 식물을 씹어넘길 때 입을 벌린 채 입안의 먹이를 씹는다. 한 입 당 저작 운동 횟수는 40-50번이다. 긴 눈꺼풀과 속눈썹, 여닫을 수 있는 비강, 잘 드러나지 않는 생식기, 돌기가 많은 목 구조 덕분에 가시 식물을 먹거나 먹기 위해 군락에 들어갈 때도 특별한 부상을 입지 않는다. 8-12시간 동안 풀과 관목을 뜯은 뒤에는 똑같은 시간 동안 되새김질을 하면서 먹이를 천천히 소화한다.

## 생명활동

### 적응

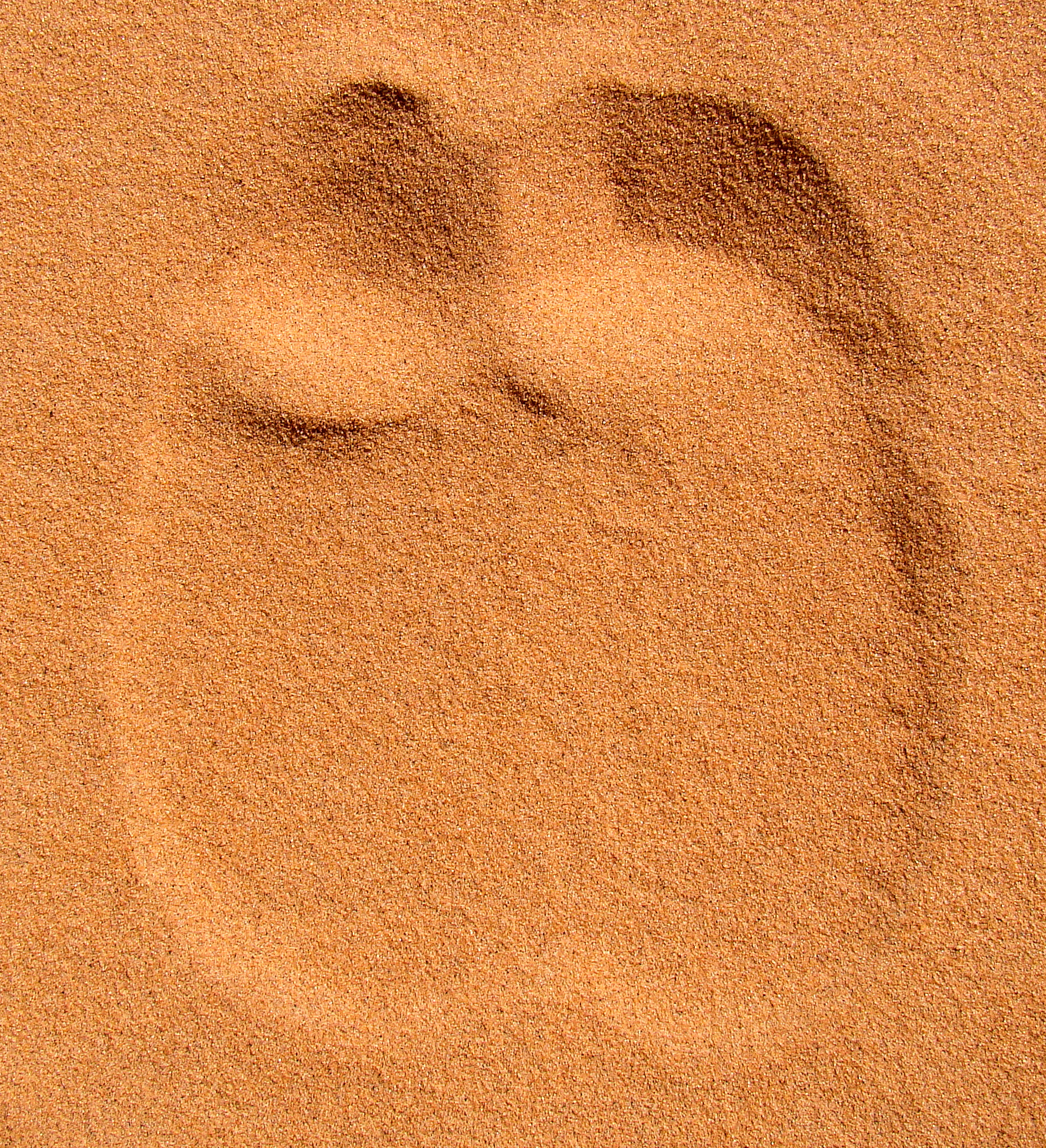
모래땅에 찍힌 단봉낙타의 발자국

단봉낙타는 수분 절약과 체온 조절 능력이 뛰어나, 사막 생활에 완벽하게 적응한 몸을 가지고 있다. 긴 눈썹과 눈꺼풀로는 사막의 돌풍이나 모래바람으로부터 안구를 보호할 수 있고 태양광을 대폭 차단시킨다. 또한 여닫을 수 있는 콧구멍 구조로 모래 먼지가 코로 들어가지 못하게 막을 뿐 아니라 코를 통해서 수분이 빠져나가는 일도 없도록 한다. 땀은 최대한 적게 흘려 체수분을 극도로 아끼며, 대신 체온을 직접 30-40 °C로 자유자재로 조절한다. 이런 신체적 특징 덕분에 물은 10-15일마다 한 번씩 마셔도 큰 무리가 없으며, 지구상에서 가장 기온이 높고 매우 건조한 아열대 고압대와 적도 부근의 사막에서도 4-7일간 아무것도 마시지 않아도 이상이 없다. 그러나 한 번 물을 마시기 시작하면 1분에 10-20L씩 들이킬 정도로 수분 보충이 급속도로 이루어진다. 혈관들이 그물처럼 발달해 있고 정맥과 동맥 사이의 연결이 매우 잘 되어 있기 때문에 피를 거꾸로 순환시켜 뇌 쪽으로 가는 피를 식힐 수도 있어, 뇌의 과열을 제때에 막아주기 때문에 현기증에 잘 걸리지 않는다.
혹은 지방을 36kg가량까지 저장할 수 있으며, 위급할 때마다 단봉낙타는 이 지방을 물과 에너지로 분해하여 사용한다. 또한 몸의 열기를 없애는 데도 중요한 역할을 한다. 혹이 작을수록 극한의 상황에 처하면 굶어 죽을 확률이 높아진다. 이 혹 속에 들어있는 지방 조직의 평균 부피는 단봉낙타가 먹이나 물을 몸 속에 저장하는 방식과 큰 연관이 있다. 배가 고플 때에는 물고기, 동물의 사체와 뼈도 섭취할 수 있으며 염호수처럼 짠물도 들이마실 수 있다. 두껍고 넓게 펴진 발굽은 뜨거운 모래 위를 걸을 수 있게 해 주며 사막에서 몸무게를 지탱하는 데 무척 효과적이지만, 그 때문에 습지처럼 물기가 많거나 질펀한 땅 위에서는 잘 걷지 못한다.

### 번식

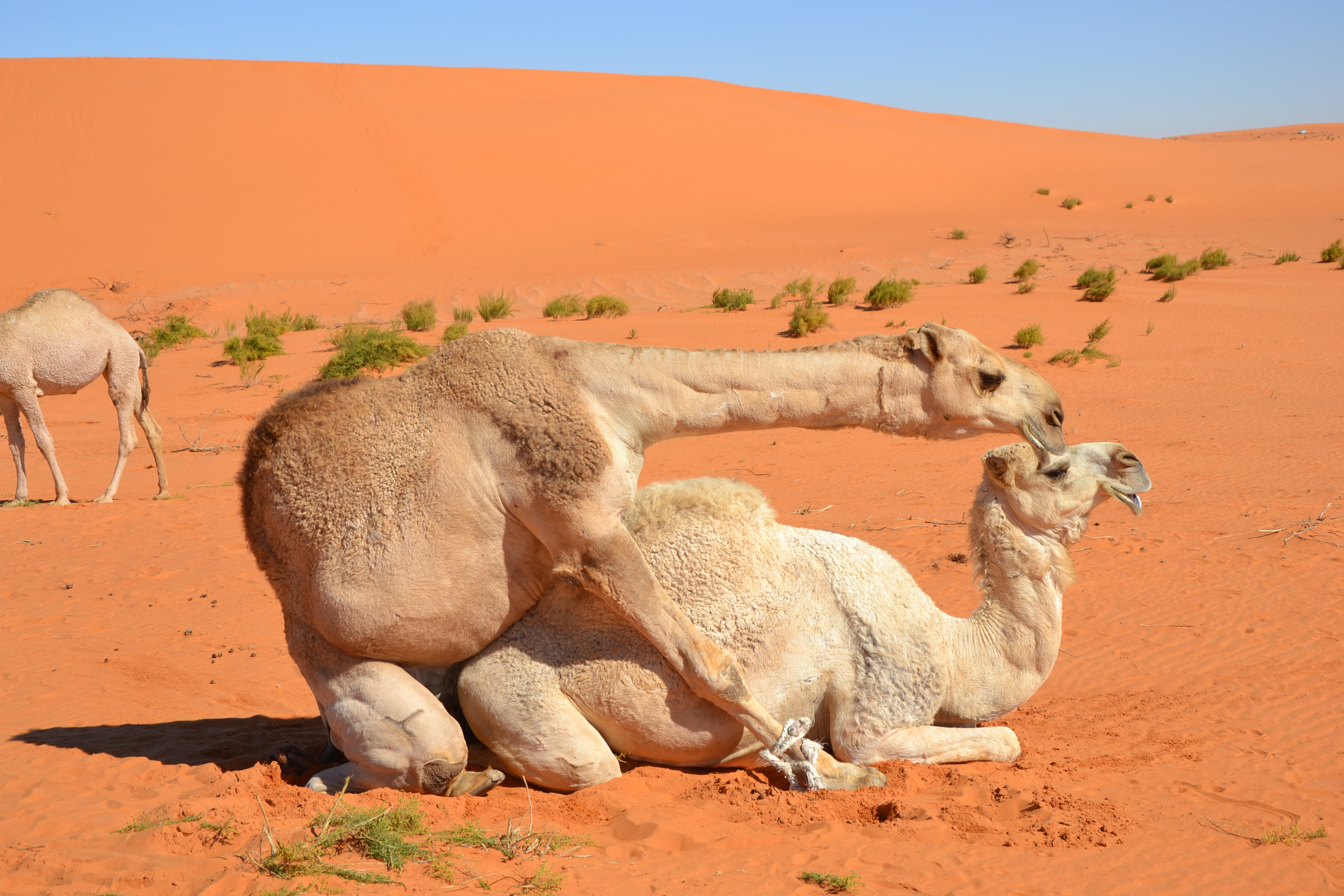
짝짓기

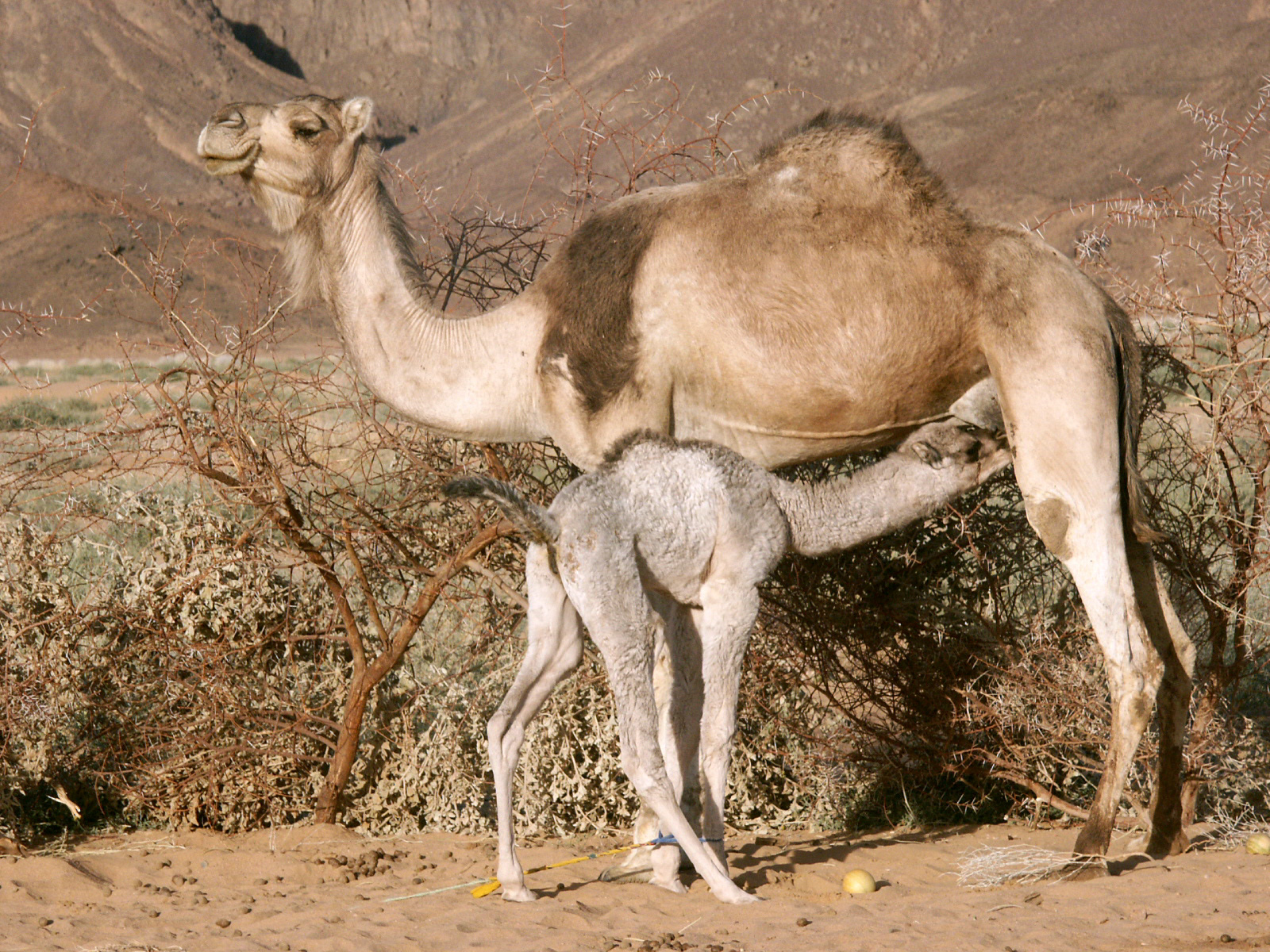
수유

단봉낙타는 성장 속도가 매우 느리며, 성숙해지려면 암수 모두 대략 생후 5년은 되어야 한다. 그래서 번식이 성공하기를 기대하는 것은 어려우며 번식하는 데 오랜 기간이 필요하다. 짝짓기는 1년에 단 한 번만 이루어지는데, 완전히 지나가는 데 3-5개월이 걸리는 짝짓기철은 주로 우기가 찾아올 때 가장 고조된다. 나이가 많은 낙타라면 그 기간이 1년 정도로 매우 오래갈 수도 있다.
번식기가 찾아오면 수컷은 소변을 배와 다리, 꼬리 부분에 묻히면서 암컷을 유혹하기 위해 부풀어오른 입천장을 드러낸다. 이것은 오로지 단봉낙타에게만 나타나는 특징이다. 수컷이 그르릉거리는 울음소리를 내면 많은 양의 침이 흘러나오면서 그 거품이 입을 한가득 덮는다. 암컷을 차지하기 위해 수컷들은 서로 견제하면서 상대방보다 더 크게 보이려고 몸을 쭉 뻗거나, 낮게 포효하거나, 목을 까딱거리는 동작을 하면서 위협에 들어간다. 수컷 두 마리 사이에 암컷을 두고 다툼이 일어나면 상대방의 다리나 머리를 물려고 하면서 몸싸움이 벌어진다. 교미는 일종의 전희라고 부를 만한 동작 뒤에 일어나는데, 암수가 서로 체취를 맡으며 혹 부분을 무는 척하는 행동을 보이기도 한다. 암컷이 앉은 상태에서 수컷이 뒤에서 접근하여 삽입하는 식으로 교접이 일어나고, 이 교접 과정에 장애가 있을 때는 낙타 기수가 흘레를 도와주기도 한다. 교미의 대부분이 주인의 보조로 이루어지기 때문에 수컷이 암컷에게 진짜로 스스로 삽입을 할 수 있는지 의견이 분분하지만, 야생화된 호주 개체군은 누구의 도움 없이도 문제없이 번식하고 있다. 교미는 7-35분 내에 모두 이루어지며 평균 11-15분이 걸린다. 한 번 교미할 때 정받이는 서너 번 이루어지며, 희고 점성 있는 정액은 수소 이온 농도가 pH 7.8이다.
15개월에 걸친 임신 기간 이후 한 배에 한 마리의 새끼만을 낳는다. 새끼는 출산 이후 하루 만에 자유로운 보행이 가능해지며, 어미는 새끼가 태어난 이후 1-2년 정도를 보살핀다. 새끼 낙타가 직접 어미한테서 젖을 물리지 않고 다른 걸 먹여도 영양분을 섭취할 수 있는지 알아보기 위해, 어떤 연구에서는 생후 1개월이 된 수컷 낙타 두 마리를 어미와 떼어놓은 뒤 젖 대신 새끼양에게 적합하도록 상품화된 인공유를 마시게 했다. 처음 한 달 동안 두 새끼는 하루에 0.4kg, 1kg씩 자라면서 최종적으로는 또래 낙타들과 크게 다르지 않은 135kg, 145kg의 체중을 기록했다. 젖의 양은 품종, 개체, 분포 지역, 먹이, 건강 상태, 모유 단계에 따라서 다양하지만, 대체적으로 수유가 막 시작될 때 가장 많은 젖이 나온다. 포유 기간은 9달에서 18달에 이르기까지 다양하다.
유도배란을 하는 동물로, 암컷의 발정기는 낙타의 상태와 낮의 길이에 영향을 받는다. 짝짓기가 이루어지지 않으면 발정기 동안 자랐던 난포는 며칠 동안 계속 쪼그라든다. 연구에 따르면 가임 상태의 암컷 단봉낙타 5마리에게서 15개월 동안 도합 35번 발정기가 찾아왔는데, 이 주기는 28일마다 한 번씩 돌아오면서 6일간 난포 성숙기, 13일간 상태 유지기, 8일간 수축기를 거쳤다고 한다. 한편, 배란이 가장 잘 유도될 때는 난포가 약 0.9-1.9cm로 팽창했을 때이다. 암컷의 임신 여부는 수정 40-45일이 지나서 수정의 99.5%가 이루어지는 위치인 좌측 자궁각(uterine horn)이 팽창하는 것으로 알 수 있다.

## 분포

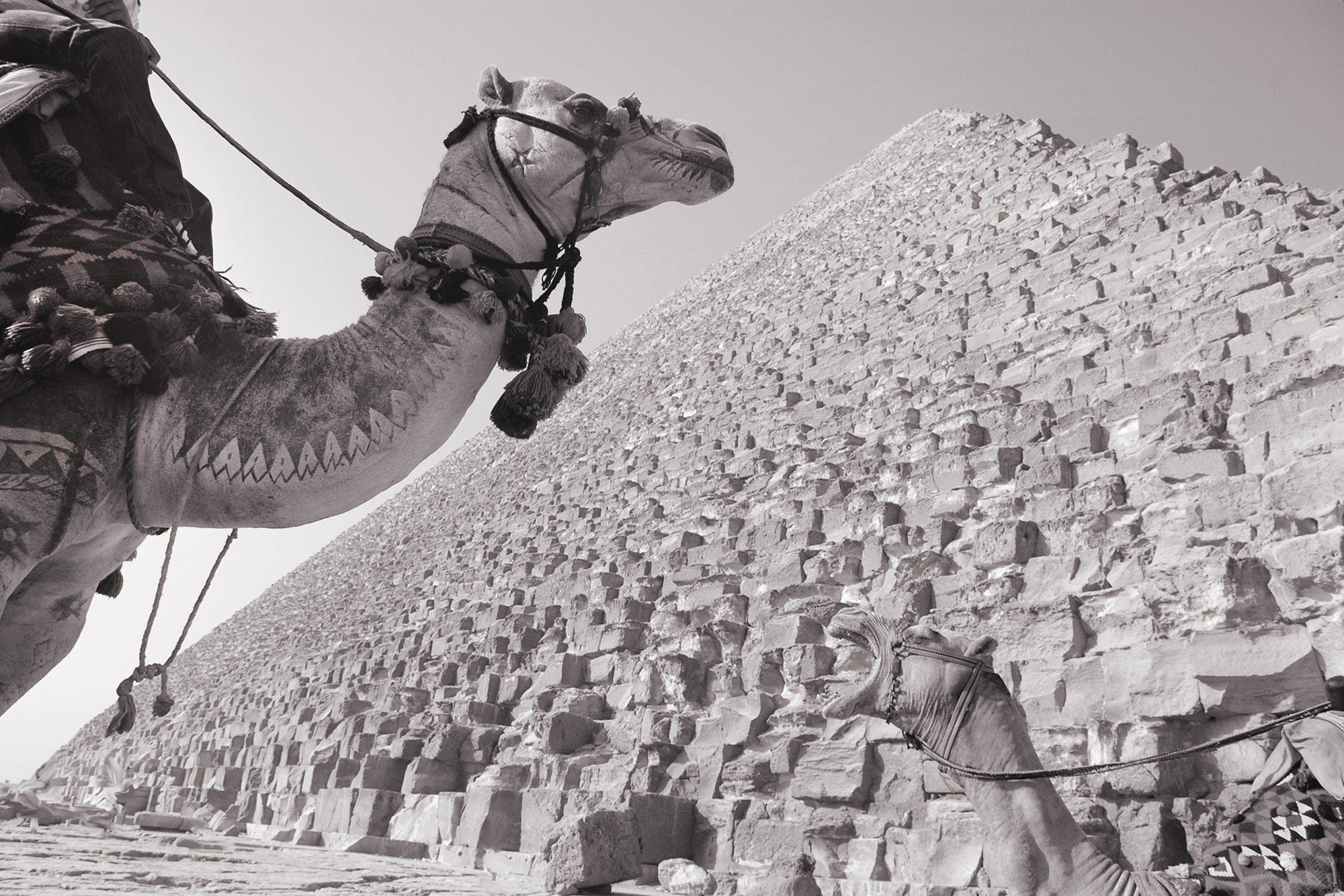
이집트 기자의 대피라미드 근처를 지나는 가축화된 낙타

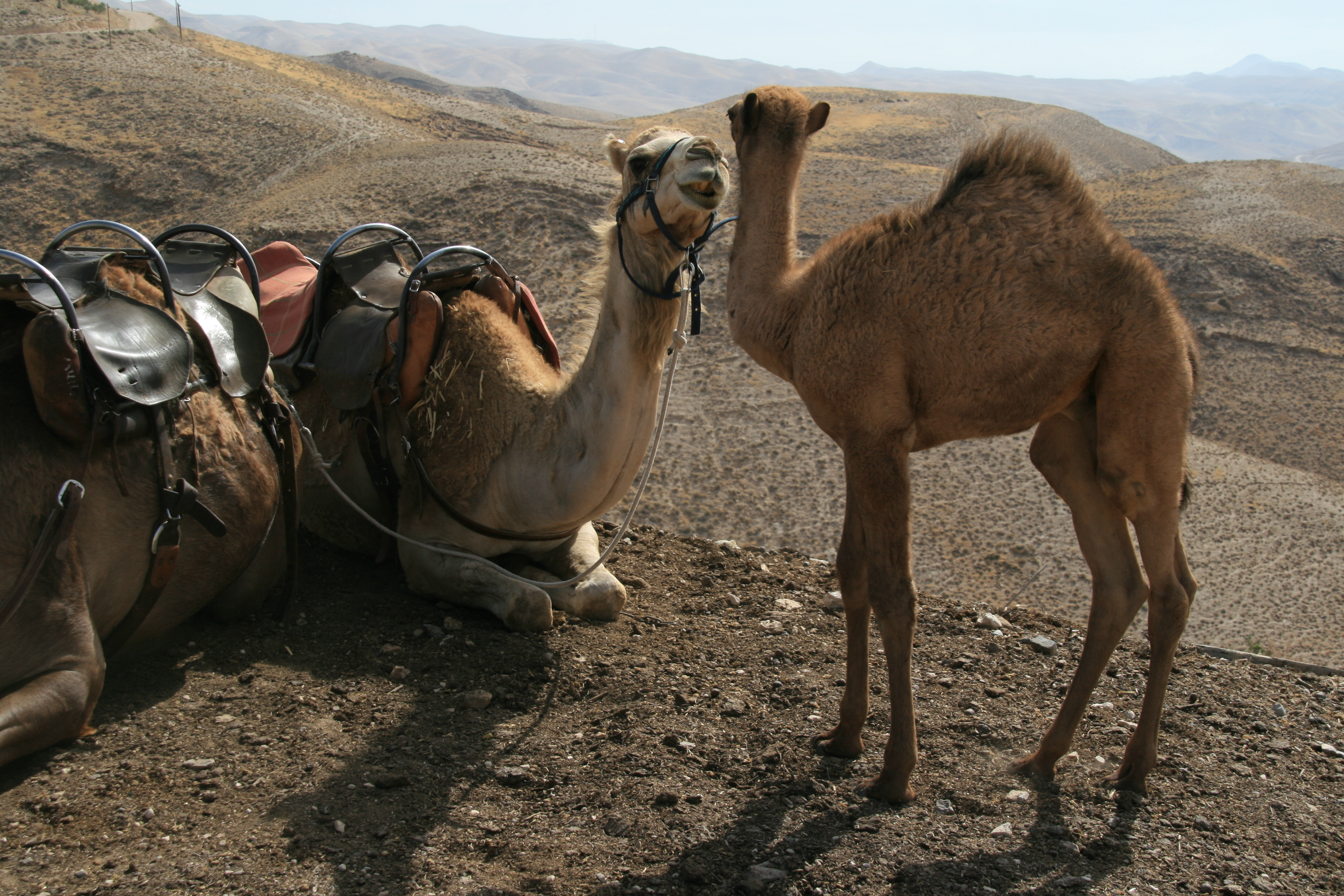
한 쌍의 낙타, 이스라엘

단봉낙타는 거의 모조리 가축화되어 근 2,000년 동안 야생에서 발생한 적이 없다. 일찍이 야생 단봉낙타는 중동과 북아프리카의 건조 지대, 특히 사하라 사막에서 집중적으로 자생하고 있었으며, 그 원산지는 아마도 남아시아 및 아라비아 반도였을 것으로 보인다. 야생에서 분포 범위는 널리 보면 북아프리카·에티오피아·소아시아·서아시아·중앙아시아까지 달했다. 우기에 비해 건기가 매우 길고 일 년에서 큰 비중을 차지하는 지역에서 특히 잘 번성했으며, 추위와 습기에는 약하지만 습기 찬 환경에서도 충분히 번식할 수 있다.
현재 가축화된 단봉낙타는 구대륙의 고온 건조 지대를 통틀어 흔히 찾아볼 수 있다. 세계 단봉낙타 개체 수의 80%가 아프리카 대륙에 편중되어 있지만, 북반구의 사막 지대 어디서나 단봉낙타를 찾을 수 있다. 남쪽으로는 연간 550mm밖에 비가 내리지 않는 사헬까지가 하한선이며, 아프리카의 뿔 지역에서는 전체의 35%에 달하는 단봉낙타가 살고 있다. 소말리아에 가장 많으며, 그 다음으로 수단과 에티오피아에 많다. 식량 농업 기구(FAO)의 연감에 따르면 1984년에 동아프리카에는 1,000만 마리가량의 단봉낙타가 존재했으며, 서아프리카가 214만 마리, 북아프리카는 76만 마리에 지나지 않았다. 아프리카 내에서의 개체 수는 1994년에서 2005년 사이에 16%가량 증가했다.

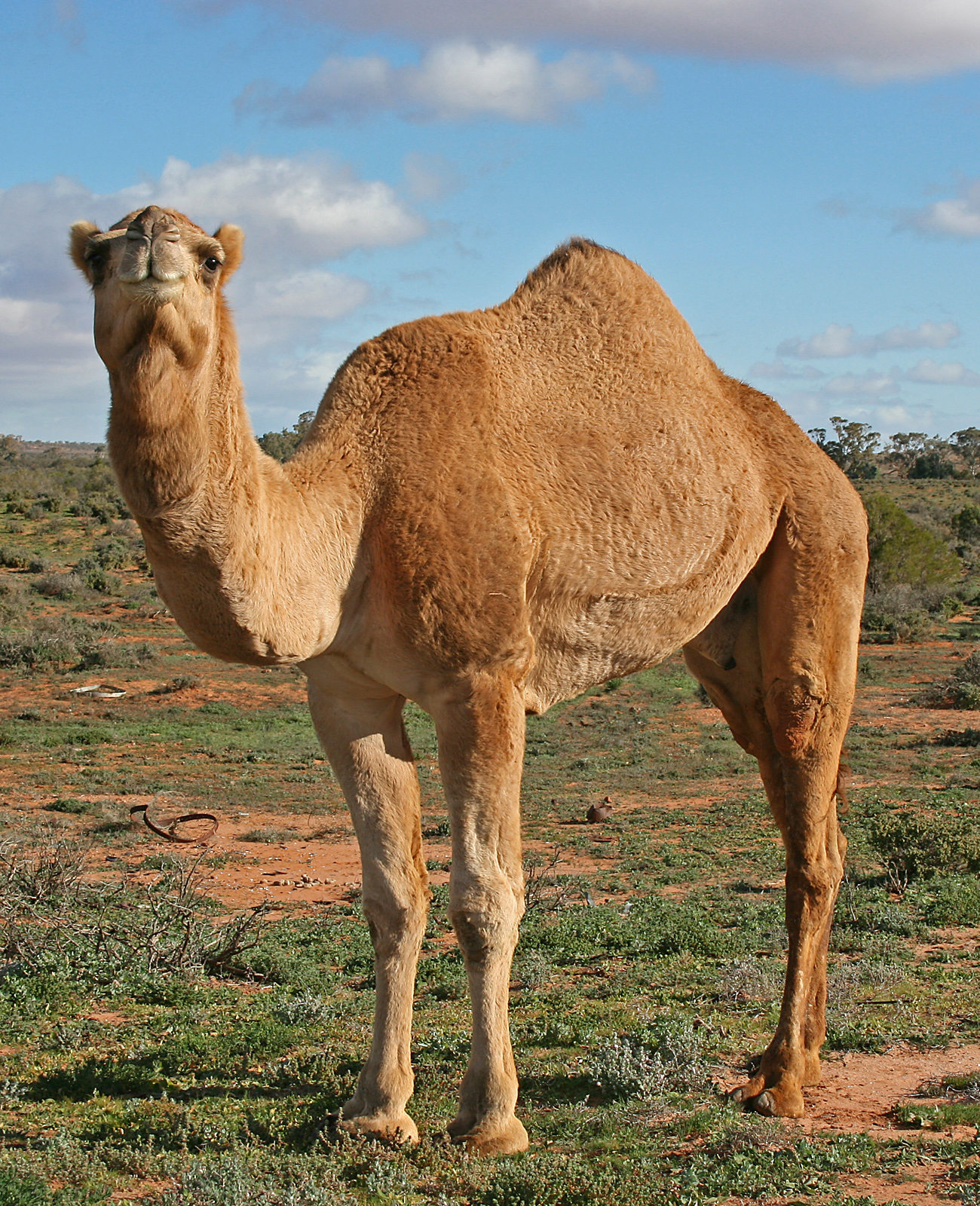
아웃백의 단봉낙타. 현재 야생 단봉낙타는 호주에서만 볼 수 있다.

호주에서는 1840년에 가축으로 들여온 단봉낙타가 야생으로 회귀한 개체들이 서식 중이다. 이곳의 단봉낙타는 2005년을 기준으로 개체 수가 5백만에 달하며, 99%의 낙타들은 가축이 아니라 야생이며 매년 10%의 번식률을 보이고 있다. 쌍봉낙타의 개체 수는 거의 없으며, 대부분의 단봉낙타들은 웨스턴오스트레일리아주에 서식하며 그 외에 노던 준주·퀸즐랜드주 서부·사우스오스트레일리아주 북부에 서식하기도 한다.
아시아에서는 70%가 인도와 파키스탄에 분포하며, 쌍봉낙타와의 교잡을 통해 만들어진 교잡종 낙타의 수는 예전보다 감소하여 현재 21% 정도이다. 파키스탄·아프가니스탄·중동에서는 두 낙타의 서식지가 겹친다. 인도에 사는 낙타는 1백만 마리가 채 안 되며 그 중 절반 이상이 라자스탄 주에 분포한다. 파키스탄에서는 1994년 110만 마리에서 2005년 80만 마리로 29%로 개체 수가 급감했다. FAO의 자료에 의하면 페르시아만 부근의 6개국에서 단봉낙타의 수는 2003년 기준으로는 67만 마리가량이었고, 이곳에서는 단봉낙타를 털의 색깔에 따라서 각기 다른 이름으로 부른다. 예컨대 아랍에미리트에는 경주낙타, 알 아라비아트(Al-Arabiat), 알 카즈미아트(Al-Kazmiat) 등 3종의 주요 품종이 있다.

### 가축화

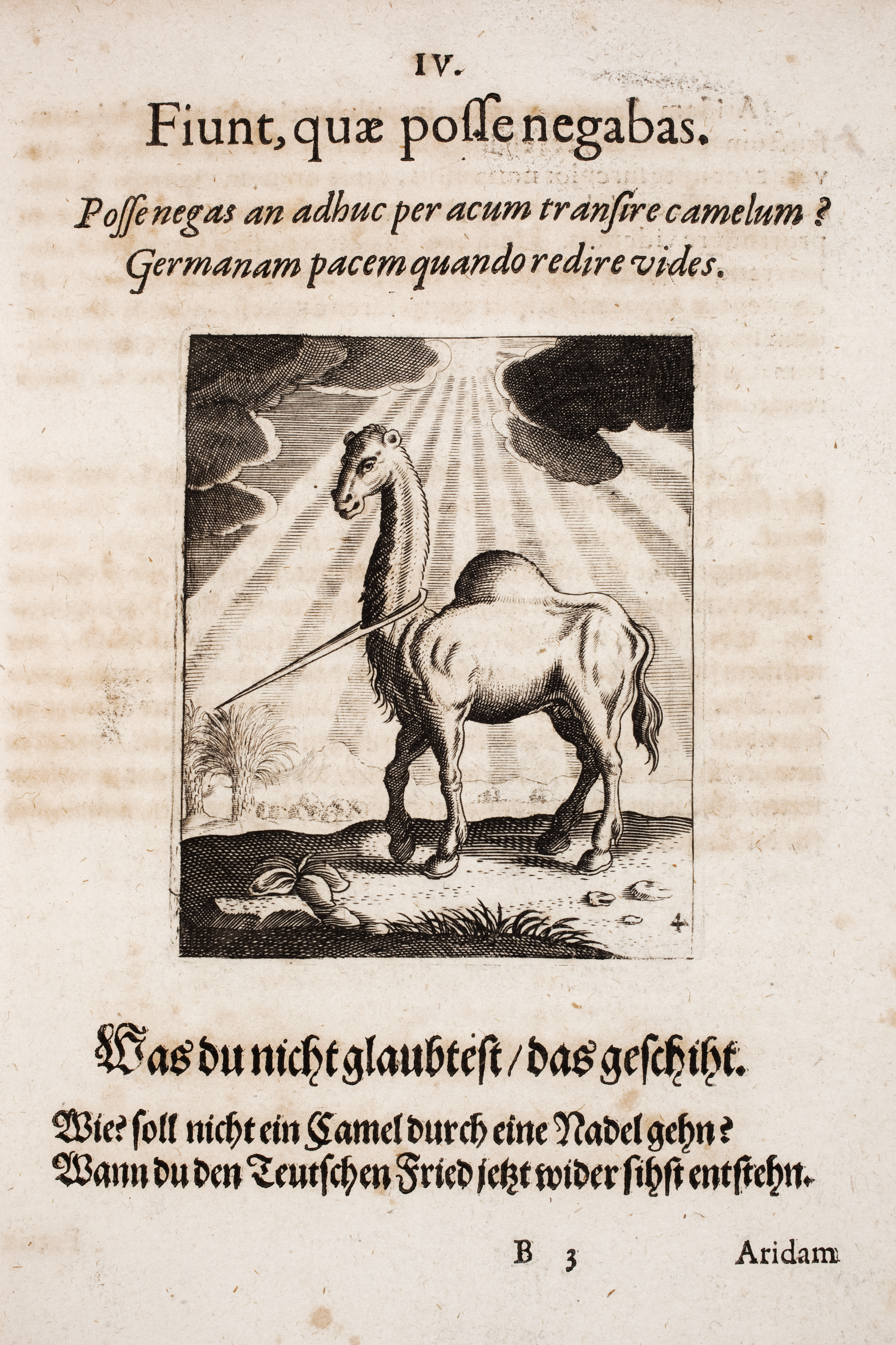
불가능의 비유인 '바늘귀에 들어가는 낙타'를 묘사한 그림

단봉낙타는 지금으로부터 약 4,000년 전, 소말리아·아라비아 반도에서 처음 가축화 시도가 이루어진 것으로 알려져 있다. 이후 기원전 9-10세기에는 이미 단봉낙타가 소아시아 지대에서 주요 운송 수단으로 자리잡아 가축으로서 폭넓게 목축이 이루어지고 있었다. 기원전 525년, 캄비세스 2세 통치 하의 페르시아가 이집트를 침공할 당시 페르시아에도 단봉낙타가 도입되었는데, 그 지방에서 키운 낙타들은 교역용으로 쓰기 부적합했고 다른 낙타들보다 사막을 건너갈 힘도 부족했다. 그래서 페르시아는 말이 끄는 전차를 이용하여 사막 지역을 횡단했다. 이집트를 기점으로 서아시아 전역에 퍼져나간 단봉낙타는 특히 이슬람 세력이 북아프리카를 평정할 때 널리 보급되었다. 군용 짐승으로는 주로 말이 쓰였지만 단봉낙타가 들어온 이후 그 역시 기병용 짐승으로 말과 병행하여 쓰였다. 군용 낙타들은 장기적인 사막 횡단에 유리했으며 무거운 등짐도 거뜬히 질 수 있었기 때문에, 낙타가 중동 지역 사회에 필수적인 존재로 떠오른 이후 대규모 사하라 종단 무역이 처음으로 성사될 수 있었다. 리비아에서도 또한 단봉낙타를 운송·식용으로 기르기 시작한 이래 현지인들의 식단에도 올라온다.
거듭되는 항로 무역으로 서남아시아·스페인·이탈리아·터키·프랑스·카나리아 제도·북아메리카·호주 등에도 단봉낙타가 도입되었으며, 스페인에는 서기 1020년, 시칠리아섬에는 1059년에 들어왔다. 카나리아 제도에는 식민지화가 이루어지던 1405년 무역항을 통해 들어왔으며, 특히 여전히 란사로테섬과 푸에르테벤투라섬을 중심으로 혈맥이 이어지고 있다. 17-19세기에는 카리브해 인근 국가와 볼리비아·페루·콜롬비아·브라질로 단봉낙타를 도입하려는 시도도 있었으며, 미국 서부에는 일부 개체들이 1850년 도입되었다. 나미비아에서도 1900년대 초 도입 시도가 있었으나 현재는 극히 일부의 개체만이 남아 있다.
1840년 단봉낙타 6마리가 스페인의 테네리페섬에서 배를 타고 호주의 애들레이드로 선적되어 들어왔지만 5마리가 폐사하고 오로지 1마리만이 그 해를 넘길 수 있었다. 해리(Harry)라는 이름의 그 수컷 단봉낙타는 존 에인스워스 호록스(John Ainsworth Horrocks)라는 영국 탐험가 소유로서, 건강이 좋지 못했지만 이듬해 이루어진 탐사에서 동행되어 짐낙타로 쓰였다. 1860년대부터 다시 한 번 낙타의 대규모 도입이 이루어지면서 낙타의 번식이 이루어졌고, 대부분의 호주 낙타는 승용 및 운송용으로 쓰인다.
파키스탄의 발루치스탄 주에서는 비공식적으로 단봉낙타가 주수(州獸)이며 녹색 주기와 주 문장에 각각 1마리, 2마리씩 그려져 있다.

## 인간과의 관계
단봉낙타는 강한 힘과 비교적 유순한 성격 덕분에 빠르게 가축화가 이루어졌다. 현대에서는 승용·운송·쟁기질·교역용·유제품·육류·모피·가죽 생산 등 온갖 용도로 쓰인다. 사막의 유목민들 사이에서 단봉낙타는 가장 중요한 짐승이며 사막의 거친 환경에서 생존하기 위한 필수적인 존재이다. 또한 바니 사크르 족·무타이르 족과 같은 북부 아라비아의 베두인들의 사회에서도 아주 중요한 역할을 맡고 있다.

### 승용낙타

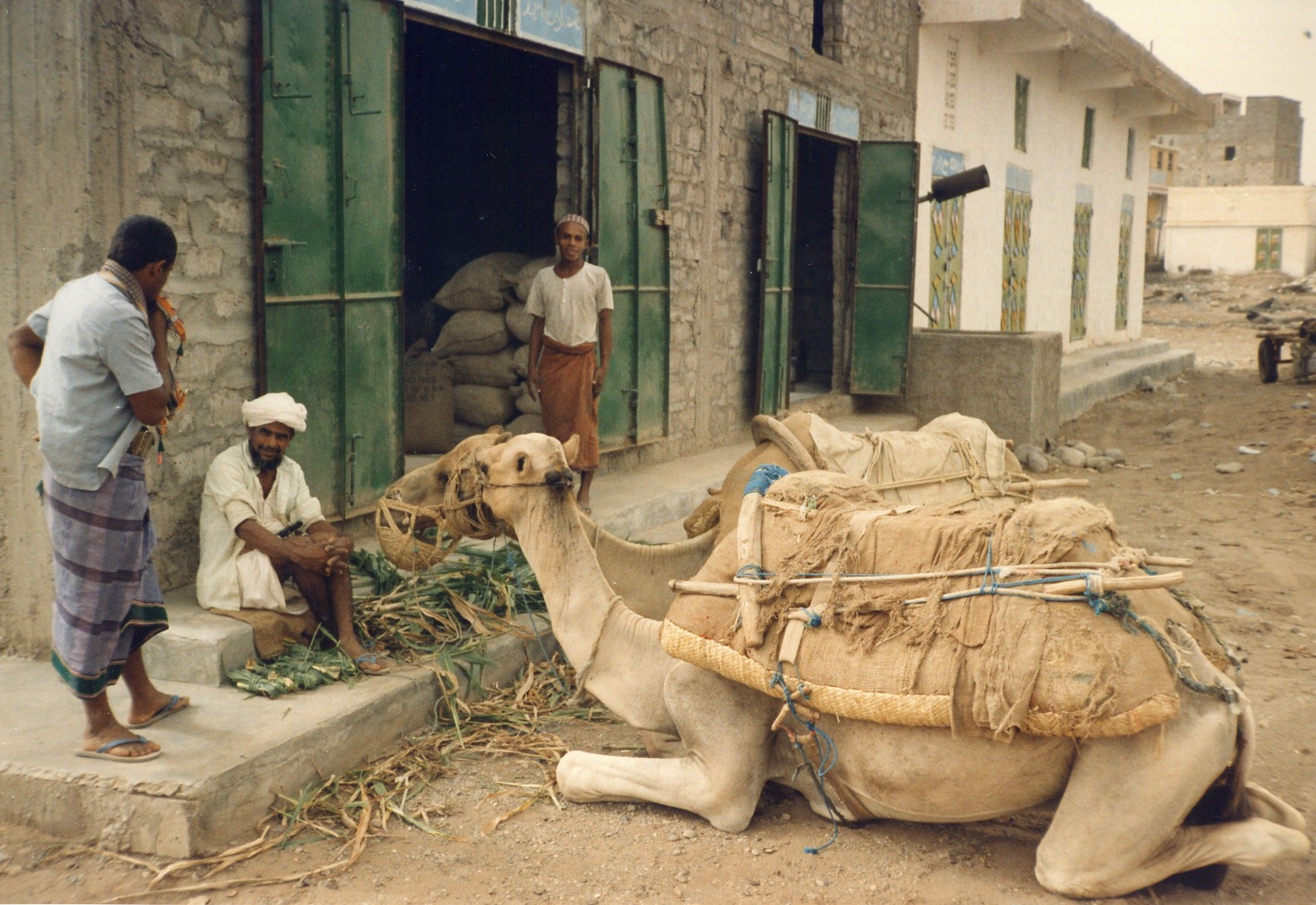
예멘의 시장에서 일하는 단봉낙타

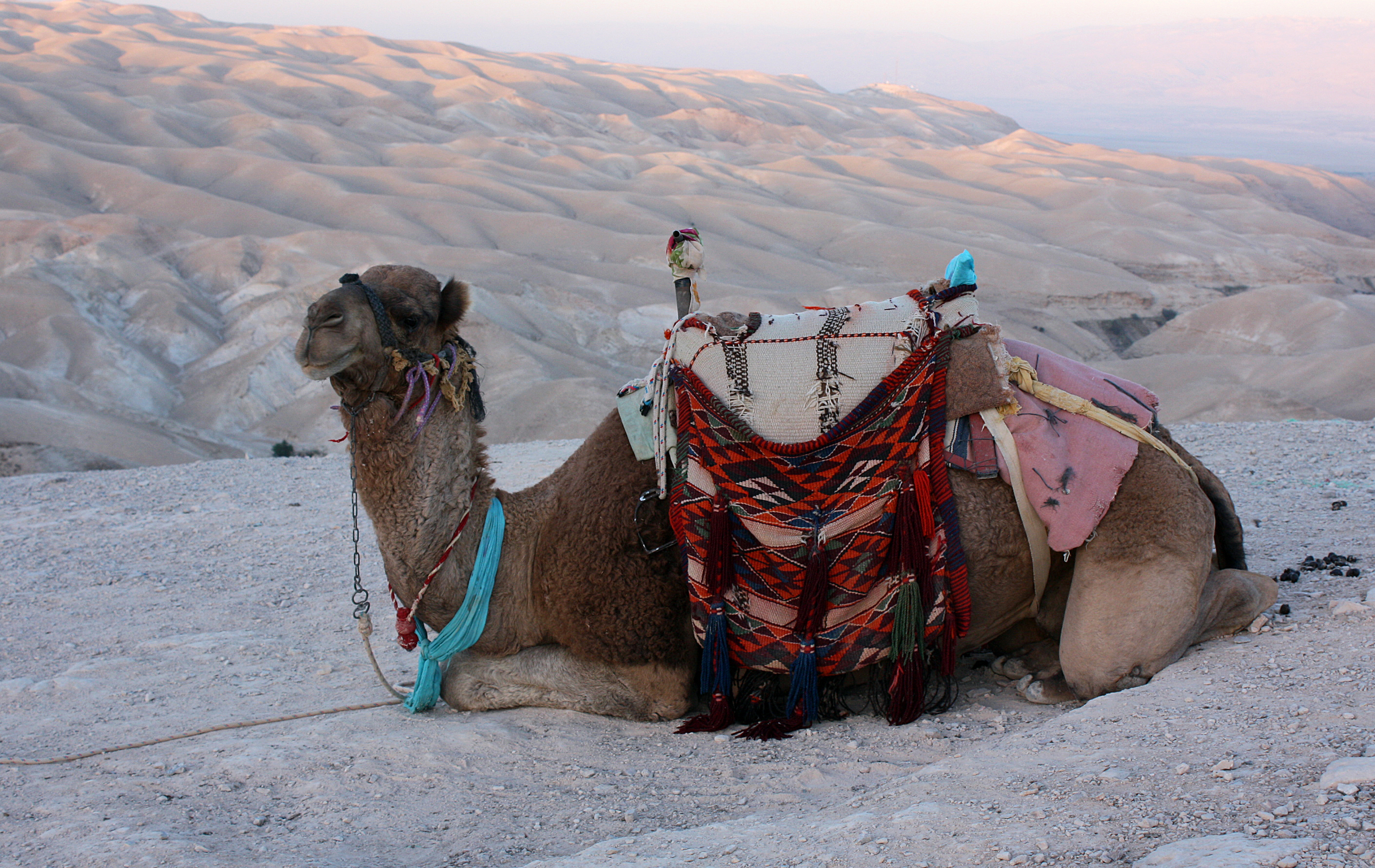
유대 광야에서 관광객들을 태우는 안장 지운 단봉낙타

낙타를 단순히 사람을 태우는 짐승으로 다루기에는 자전거·자동차와 같은 운송 수단들이 많이 생겼지만, 여전히 포장도로 시설이 부족한 저개발 지역을 돌아다니는 용도로는 매우 적합한 동물이다. 전투용으로 길러지기 시작한 것은 기원전 2세기경부터였고, 여전히 아랍권을 중심으로 낙타 경주가 이루어지고 있다.
순발력과 지구력이 강하고, 다리가 길며 거죽이 탄력있는 낙타일수록 타기가 좋다. 사막 환경에 특수 적응한 발 덕분에 거친 사막 표면에서 잘 걸어가며, 한낮의 뜨거운 모래땅이나 밤에 식어 차가워진 땅에서도 문제없이 걸어갈 수 있다. 수단의 베자족이 기르는 단봉낙타와 수단의 품종인 아나피(Anafi) 낙타는 이와 같은 용도로 매우 적합하다.
아널드 리스에 따르면, 단봉낙타의 보법(步法)으로는 평보(walk), 속보(jog), 경보(fast run), 구보(canter)가 있다. 첫 번째 단계인 평보는 평균 속도가 4km/h밖에 되지 않는 느린 걸음이고, 두 번째로 속보는 낙타가 가장 많이 걷는 방식으로 걸음걸이 속도는 평지에서 약 8-12km/h이며, 경보로 달리는 동안 낙타의 속력은 14-19km/h 정도로 측정되었다. 경보 방식은 북아프리카와 아라비아의 단봉낙타들에게서 많이 볼 수 있다. 구보는 장시간 지속하면 낙타와 기수를 모두 탈진시켜 버리는 속도로 달리는 것으로, 구보로 달리는 낙타의 속력은 따로 측정하지 않았다. 이 보법은 오로지 낙타 경주에서만 볼 수 있다.
낙타를 경주용으로 키우려면 생후 3년부터 훈련을 시작하는 것이 좋으나, 경주 훈련에 비협조적이고 고집불통인 태도를 보일 수도 있다. 낙타의 머리 부분을 조종할 수 있게 되면 기수를 태우기 위해 자리에 앉았다가 일어서는 명령을 훈련받는다. 이 단계에서 낙타는 종종 기수 탑승을 거부하면서 자리를 피하기도 한다. 다음으로는 고삐에 적응하는 훈련을 하며, 생후 6년이 되기 전까지는 훈련 도중 무리하게 많은 짐을 지워서는 안 된다. 이 낙타들에 타려면 목과 혹이 이어지는 오목한 부위에 타서는 안 되며, 혹이 엉덩이 쪽으로 경사진 부위에 타야만 한다. 안장에는 두 가지 종류가 있는데, 아라비아에서 사용하는 마르클루파(markloofa)와 인도에서 사용하는 파르카(parka)가 있으며, 이 중 인도의 파르카는 사람이 한 낙타에 둘이 탈 때 주로 사용한다.

### 운송
짐낙타는 많은 짐을 끌거나 들어옮기기 위한 단봉낙타로 육중하고 무게가 많이 나가며 지구력이 강한 개체가 좋다. 또한 머리의 크기와는 상관없이 매부리코에 가까운 주둥이, 두드러진 눈과 큰 입을 가진 낙타가 곧잘 추천된다. 목은 적당히 길어서 머리를 높이 들 수 있어야 하고, 가슴이 깊고 안장을 씌워서 짐을 싣고 갈 충분한 공간이 확보되도록 혹이 잘 발달된 것이 좋다. 뒷다리 다릿심이 좋은 개체일수록 적합하다. 단봉낙타의 경우, 5년 된 개체부터 무거운 짐을 옮기도록 훈련이 이루어진다. 그러나 생후 6년이 될 때까지는 무거운 웃짐을 지우지 말아야 하는 등, 훈련 방법은 경주용 낙타와 비슷하다. 수단에서는 하위아(hawia)라는 특수한 짐짝 실은 안장을 사용한다.
단봉낙타는 등짐뿐만 아니라 마차나 달구지를 끌기도 하며, 써레를 채우거나 쟁기질을 시키거나 수동 착유기를 작동시키는 데도 쓰인다. 물건을 끄는 데 사용하는 낙타에 대해서는 이상적인 표상은 없지만, 다른 가축들보다 힘이 드는 일을 오랜 시간 동안 지속시키는 능력이 요구되며 발바닥이 넓을수록 좋다. 소나 말, 물소처럼 농경용으로 쓰이기도 하는데, 2.5km/h의 속도로 밭을 갈 수 있으며 하루에 6시간 이상 일을 시키지 말아야 한다. 대개는 아침에 4시간, 오후에 2시간 정도로 사역한다. 낙타는 병들거나 잘 먹지 못한 경우가 아니면 좀처럼 지치지 않는데다가 지구력이 뛰어나서 농경용으로 아주 적합한 가축이다.

### 유제품

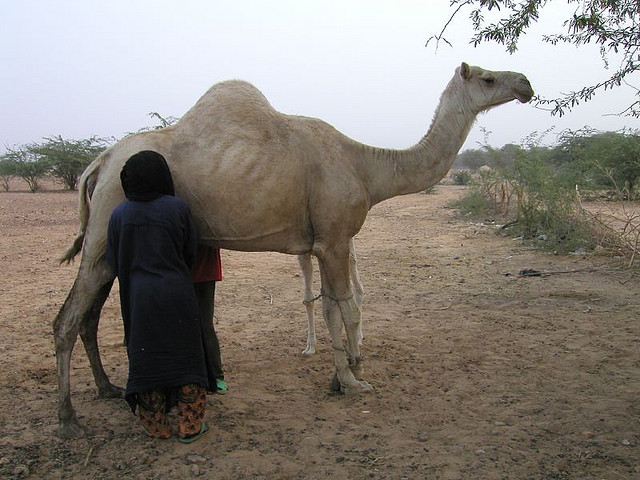
니제르에서 낙타젖을 만드는 단봉낙타

단봉낙타가 만들어내는 젖은 사막 유목민들 대부분이 마시는 주 음료이다. 낙타젖은 유고형물 11.7%, 단백질 3%, 지방질 3.6%, 무기 염류 0.8%, 젖당 4.4%와 pH 6.5의 산성 성분 0.13%으로 이루어져 있으며 나머지는 수분이다. 우유와 비교했을 때 나트륨·칼륨·아연·철분·구리·망간·니아신 함량은 더 많았고, 티아민·리보플라빈·엽산·비타민 B12·판토텐산·비타민 A·리신·트립토판 따위 영양소 함량은 더 적었다. 낙타젖의 지방산 입자 수(몰) 비율로는 팔미트산이 26.7%, 올레산이 25.5%, 미리스트산이 11.4% 그리고 팔미톨레산이 11%에 달했다. 낙타젖은 우유에 비해 내열성이 강한 편이었지만, 양젖과 비교했을 때는 그렇지 않았다.
한 마리당 하루에 3.5-35kg에 달하는 낙타유가 나오며, 이것은 제 몸의 1.3-7.8%에 이르는 무게이다. 낙타유 생산량은 지역마다 차이가 나며 낙타가 무엇을 먹는지에 따라, 그리고 어디에서 주로 생활하느냐에 따라서 달라진다. 매우 건강한 암컷이 수유기가 최고조에 이를 경우 하루에 9kg까지도 받을 수 있다. 이 때 단봉낙타는 새끼에게 젖을 물리는 것 외에도 4-9L의 낙타젖을 별도로 생산한다. 가장 낙타젖을 많이 생산하는 파키스탄산 개체들은 사료 공급이 잘 이루어지고 있을 때는 9.1-14.1kg까지도 젖을 얻는 것도 가능하다. 또 소말리아에서 기르는 개체들은 하루에 두 번에서 네 번까지 거듭해서 젖을 생산하기도 하며, 에티오피아의 아파르 주에서는 하루에 일곱 번이나 젖을 짜는 작업을 할 수 있다.
단봉낙타의 젖은 미약한 산성을 띠며, 30 °C에서 보관한 낙타젖은 산성도가 올라가는 속도가 우유보다 더 느리다. 낙타젖으로는 버터를 만들기가 어렵지만 소비에트 연방에서 1959년 제작에 성공한 바 있다. 낙타젖으로 만든 크림으로는 25.8%에 해당하는 버터를 만들 수 있으며, 그 지방 함량은 4.2% 정도이다. 2001년 단봉낙타의 젖으로 응유를 만들어내는 실험이 있었는데, 낙타젖은 응고해도 응유를 만들어내지 못했고, 그 결과물은 산성도가 pH 4.4였으며 우유로 만든 응유보다 훨씬 푸석푸석하고 여러 가지가 뒤죽박죽 섞인 카세인 조각들에 더 가까웠다. 하지만 응유를 만들어내지 못한다 해도 낙타젖으로는 치즈와 여타 다양한 유제품들을 만들 수 있다. 다른 연구에서, 어린 소의 뱃속에서 발견되는 레닛이라는 효소가 낙타젖을 유제품으로 알맞게 응고시킬 수 있다는 것이 밝혀졌다. 이 유제품들을 생산하기 위해 모리타니의 누악쇼트에 특수한 공장이 들어서게 되었고, 이 공장에서는 현재 낙타젖에 저온살균 처리를 하고 효소를 섞어 치즈를 만드는 일을 하고 있다. 민간 치료제나 약으로도 활용되며 에티오피아 일부 지역에서는 최음제로도 쓰이고 있다.

### 고기

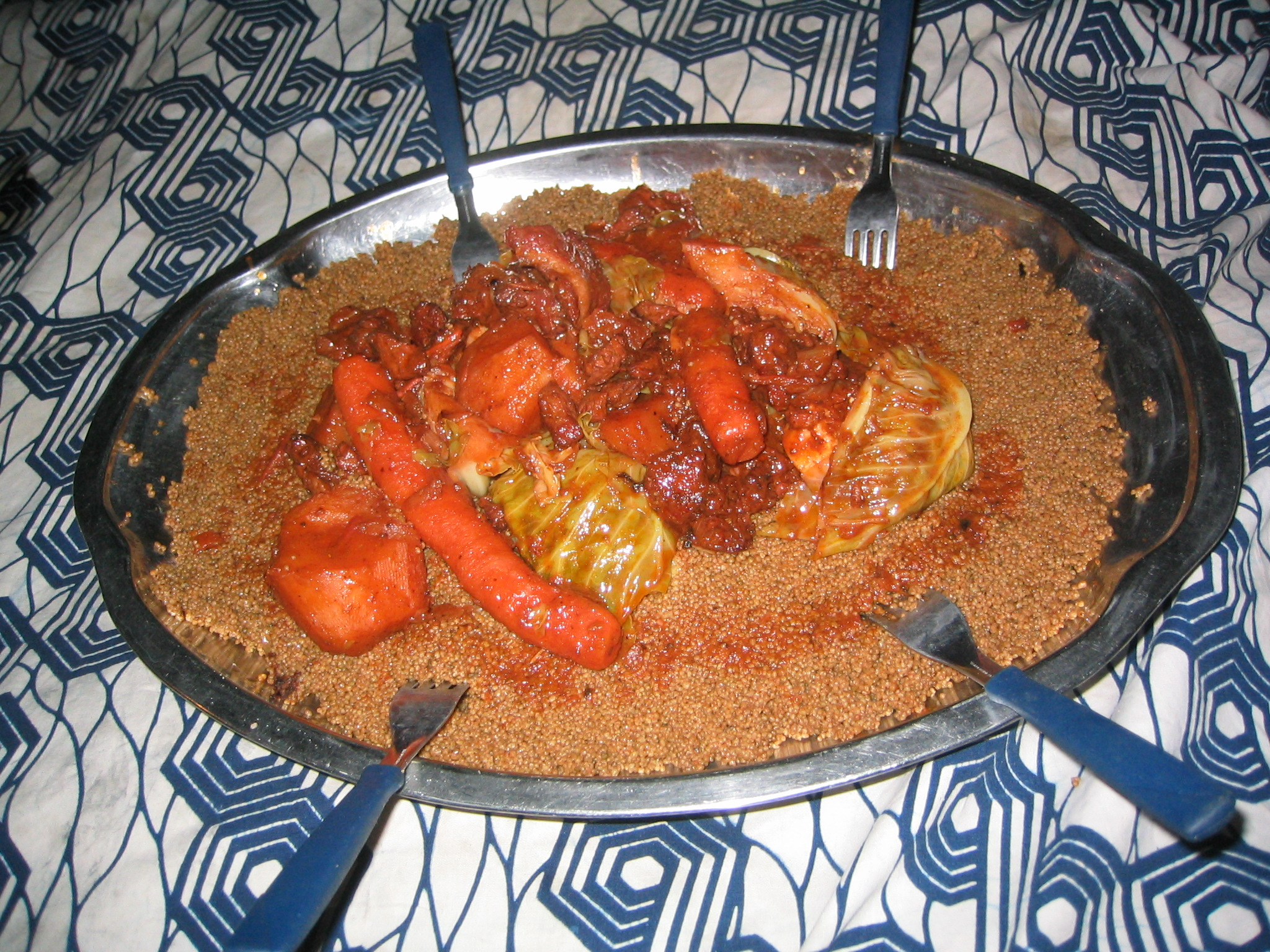
낙타고기를 넣고 찐 쿠스쿠스

5살이 된 단봉낙타를 잡아 얻는 고기는 76%가 수분이며 나머지 성분은 단백질 22%, 지방 1%, 무기 염류 1%로 이루어진다. 또한 동일한 나이에 141-310kg의 고기를 생산할 수 있는 단봉낙타는 전체적으로 근육 57%, 뼈 26%, 지방 17%로 되어 있다. 7-8살이 되는 낙타는 125-400kg의 고기를 내놓는다. 낙타고기에서 생살을 이루는 부분은 선홍색에서부터 고동색까지 다양한 색상을 띠고 비계는 하얗다. 그 맛과 풍미는 쇠고기와 흡사하다. 이란에서 생산된 낙타고기를 연구한 결과 글리코젠 함량이 높았으며, 이 때문에 말고기처럼 단맛과 감칠맛이 느껴지기도 한다. 영양분이 충실히 공급된 낙타를 도살해 얻는 고기는 얇지만 꽉 찬 지방층으로 덮여 있다. 생후 약 7년 4개월 기준으로, 넓적다리 생살에 들어 있는 지방산 중에서는 팔미트산이 26%로 가장 많고 그 다음으로 올레산(18.9%), 리놀레산(12.1%) 순서대로 많다. 혹에 들어 있는 지방 중 역시 팔미트산이 34.4%로 가장 많으며, 그 다음으로 올레산(28.2%), 미리스트산(10.3%), 스테아르산(10%) 순서대로 많이 함유되어 있다.

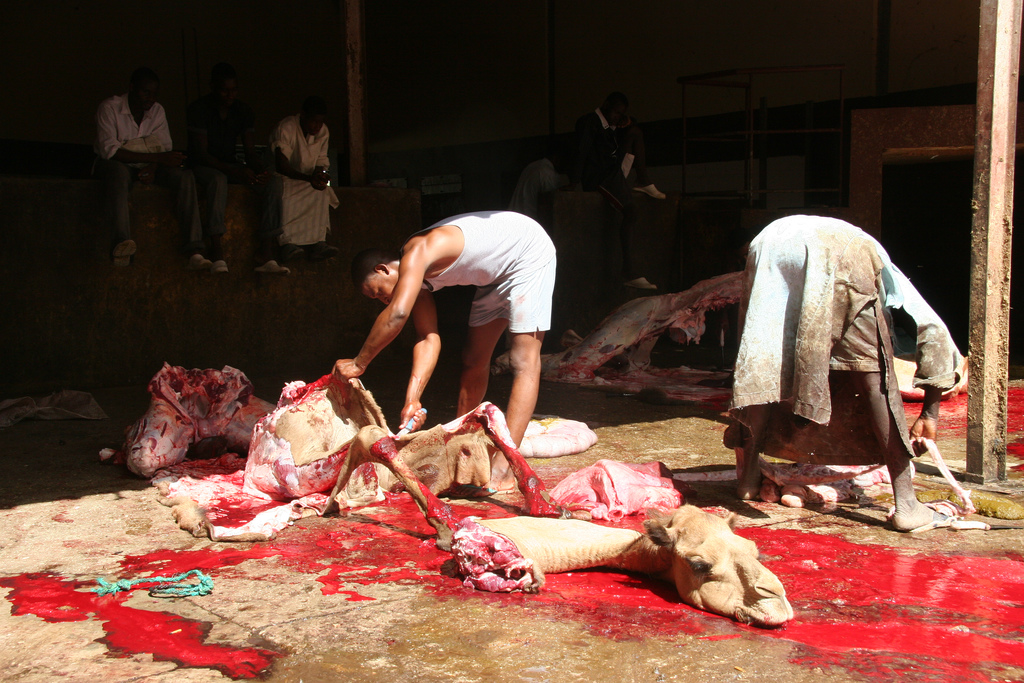
모리타니에서 도축되는 낙타

단봉낙타의 도축은 다른 가축들인 소나 양보다 어렵다고 알려져 있다. 그 지방에서 기르는 대부분의 식용 가축들보다 몸집이 크고, 도축하는 데에도 전문적인 지식이 뒷받침되어야 하기 때문이다. 또한, 낙타는 도축 직전에 취하는 조치에 따라서 고기의 품질이 결정된다고 하며, 잘못하다가는 혹 부분의 고기가 손상될 수도 있다. 도축 현장에서는 낙타가 기절한 상태로 앉아 머리와 꼬리를 맞닿게 하여 몸을 둥글게 만 자세에서 도축 작업을 진행하며, 이 때 도살하는 낙타는 암컷보다 수컷이 많다. 고기를 얻을 수 있는 부위는 전체 몸의 55-70% 정도이며, 평균적으로 소에게서 얻을 수 있는 45-50%의 고기보다 비율이 앞선다. 하지만 낙타고기는 현지인들에게 쇠고기나 양고기만큼 대중적으로 소비되는 고기는 아니며, 특히 유목민들은 낙타고기를 특식으로 취급하여 의례나 잔치가 있을 때에 한해서만 요리해 먹는다. 낙타고기로 만들 수 있는 대표적인 음식으로는 햄버거 패티, 소시지와 샤와르마 등이 있다. 도축되는 단봉낙타의 연령은 대개 4-10년 사이이며, 나이가 들어갈수록 육질이 질긴 고기로 변해 맛과 풍미가 훼손된다.
2005년 사우디아라비아 보건부와 미국 질병통제예방센터에 따르면 낙타의 생간을 섭취하고 페스트의 한 종류인 선페스트에 감염된 환자 사례가 총 다섯 명인데, 그 다섯 명 중에서 네 명은 그 전부터 악성 인후염과 임파선염이 있었던 것으로 드러났다. 페스트균이 단봉낙타 우리에 서식하는 메리오네스속의 설치류와 벼룩을 감염시켜 낙타의 골수로 전염될 수 있으므로 주의해야 한다.

### 섬유
단봉낙타는 더운 기후 지방에서 주로 서식하기 때문에 긴 털을 기를 필요가 없다. 털이 가볍고 열전도율이 낮기 때문에, 보온복·담요·텐트·융단의 원료로 적합하다. 인도에서는 낙타 털을 깎는 원료 작업이 주로 봄철에 원활히 이루어지고 있으며 그 생산량은 한 번 작업할 때마다 1-1.5kg에 달한다. 기온이 더 낮은 지방에서는 5.4kg까지 깎아낼 수도 있다. 하지만 단봉낙타 한 마리에게서 얻을 수 있는 털은 일 년에 1kg 정도로 쌍봉낙타가 5-12kg까지 낙타털을 생산할 수 있는 것에 비해서 적다. 2살 이하의 낙타에게서 뽑아낸 털을 최고 품질로 치며, 잘 떨어지기 때문에 수제 작업으로만 수확하는 것이 가능하다. 한편, 털가죽에 관해서는 알 수 있는 정보가 잘 없지만 대체적으로 가죽으로 가공하기에는 품질이 좋지 않은 것으로 알려져 있다.

### 내용주
1. ↑  다만, 본 연구진은 야생쌍봉낙타를 쌍봉낙타의 아종으로 취급했다.
2. ↑  혈청학적인 검사를 통해 특정 돌림병의 감염 경로, 원인과 증상을 밝혀내는 학문.

### 참조주
1. 1 2  δρομάς. Liddell, Henry George; Scott, Robert; A Greek–English Lexicon at the Perseus Project.
2. ↑  “Dromedary”. 《OxfordDictionaries.com》. 옥스퍼드 대학교 출판부. 2016년 1월 27일에 확인함.
3. ↑  하퍼, 더글러스. “dromedary”. 《온라인 어원 사전》. 2016년 5월 5일에 확인함.
4. ↑  Heller, L.; Humez, A.; Dror, M. (1984). 《The Private Lives of  Words》 1판. Abingdon, UK: Routledge & Kegan Paul. 58–9쪽. ISBN 978-0-7102-0006-8.
5. 1 2 3  Nowak, R.M. (1999). 《Walker's Mammals of the World》 2 6판. Johns Hopkins University Press. 1078–81쪽. ISBN 978-0-8018-5789-8.
6. ↑  “Camel”. 《OxfordDictionaries.com》. 옥스퍼드 대학교 출판부. 2016년 1월 31일에 확인함.
7. ↑  “Camel”. 《메리엄-웹스터 사전》. 2016년 1월 31일에 확인함.
8. ↑  국립국어원 표준국어대사전, 항목 “약대01”
9. 1 2  Cui, P.; Ji, R.; Ding, F.; Qi, D.; Gao, H.; Meng, H.; Yu, J.; Hu, S.; Zhang, H. (2007). “A complete mitochondrial genome sequence of the wild two-humped camel (Camelus bactrianus ferus): an evolutionary history of Camelidae”. 《BMC Genomics》 8 (1): 241. doi:10.1186/1471-2164-8-241. PMC 1939714. PMID 17640355.
10. ↑  Wilson, D.E.; Reeder, D.M., 편집. (2005). Mammal Species of the World: A Taxonomic and Geographic Reference (영어) 3판. 존스 홉킨스 대학교 출판사. 646쪽. ISBN 978-0-8018-8221-0. OCLC 62265494.
11. ↑  Groves, C.; Grubb, P. (2011). 《Ungulate Taxonomy》. Johns Hopkins University Press. 32쪽. ISBN 978-1-4214-0093-8.
12. ↑  de Buffon, C. (1791). 《Natural History, General and Particular》. London, UK: Alexander Strahan. 121쪽.
13. ↑  Smith, W.; Anthon, C. (1870). 《A Dictionary of Greek and Roman Antiquities》 3판. New York, USA: Harper and Brothers Publishers. 204쪽.
14. ↑  Linnaeus, C. (1758). 《Systema Naturæ Per Regna Tria Naturae》 10판. Stockholm, Sweden: Laurentius Salvius. 65쪽.
15. 1 2 3 4 5 6 7 8 9 10 11 12 13 14 15 16 17 18  Mukasa-Mugerwa, E. (1981). 《The Camel (Camelus dromedarius): A Bibliographical Review》 (PDF). Addis Ababa, Ethiopia: International Livestock Centre for Africa. 1–147쪽. 2016년 2월 2일에 원본 문서 (PDF)에서 보존된 문서. 2018년 6월 12일에 확인함.
16. ↑  Stanley, H.F.; Kadwell, M.; Wheeler, J.C. (1994). “Molecular evolution of the family Camelidae: a mitochondrial DNA study”. 《Proceedings of the Royal Society B: Biological Sciences》 256 (1345): 1–6. doi:10.1098/rspb.1994.0041.
17. 1 2  Benirschke, K.; Hsu, T.C. (1974). 《An Atlas of Mammalian Chromosomes》 8. New York, USA: Springer. 153–6쪽. ISBN 978-1-4615-6432-4.
18. 1 2 3 4 5 6 7 8 9 10 11 12 13 14 15 16 17 18  Kohler-Rollefson, I.U. (1991). “Camelus dromedarius” (PDF). 《Mammalian Species》 (The American Society of Mammalogists) (375): 1–8. doi:10.2307/3504297. 2013년 5월 21일에 원본 문서 (PDF)에서 보존된 문서. 2013년 5월 27일에 확인함.
19. ↑  Taylor, K.M.; Hungerford, D.A.; Snyder, R.L.; Ulmer, F.A.Jr. (1968). “Uniformity of karyotypes in the Camelidae”. 《Cytogenetic and Genome Research》 7 (1): 8–15. doi:10.1159/000129967. PMID 5659175.
20. 1 2  Potts, D.T. (2004). “Camel hybridization and the role of Camelus bactrianus in the ancient Near East”. 《Journal of the Economic and Social History of the Orient》 47 (2): 143–65. doi:10.1163/1568520041262314.
21. ↑  Kolpakow, V.N. (1935). “Über Kamelkreuzungen” [About camel crossings]. 《Berliner und Münchner Tierärztliche Wochenschrift》 (독일어) 51: 617–22.
22. ↑  Mikesell, M.W. (1955). “Notes on the dispersal of the dromedary”. 《Southwestern Journal of Anthropology》 11 (3): 231–45. doi:10.1086/soutjanth.11.3.3629022. JSTOR 3629022.
23. 1 2  Novoa, C. (1970). “Reproduction in Camelidae”. 《Reproduction》 22 (1): 3–20. doi:10.1530/jrf.0.0220003.
24. 1 2 3  Williamson, G.; Payne, W.J.A. (1978). 《An Introduction to Animal Husbandry in the Tropics》 3판. London, UK: Longman. 485쪽. ISBN 978-0-582-46813-9.
25. ↑  Prothero, D.; Schoch, R.M. (2002). 《Horns, Tusks, and Flippers : The Evolution of Hoofed Mammals》. Baltimore, USA: Johns Hopkins University Press. 53–4쪽. ISBN 978-0-8018-7135-1.
26. ↑  Grigson, C.; Gowlett, J.A.J.; Zarins, J. (1989). “The camel in Arabia—a direct radiocarbon date, calibrated to about 7000 BC”. 《Journal of Archaeological Science》 16 (4): 355–62. doi:10.1016/0305-4403(89)90011-3.
27. 1 2  Bulliet, R.W. (1975). 《The Camel and the Wheel》. New York, USA: Columbia University Press. 28–259쪽. ISBN 978-0-231-07235-9.
28. 1 2  Lee, D.G.; Schmidt-Nielsen, K. (1962). “The skin, sweat glands and hair follicles of the camel (Camelus dromedarius)”. 《The Anatomical Record》 143 (1): 71–7. doi:10.1002/ar.1091430107.
29. 1 2 3 4 5 6 7 8 9  Leese, A.S. (1927). 《A Treatise on the One-Humped Camel in Health and in Disease》. Lincolnshire, UK: Haynes and Son.
30. 1 2 3 4  Gauthier-Pilters, H.; Dagg, A.I. (1981). 《The Camel, Its Evolution, Ecology, Behavior, and Relationship to Man》. Chicago, USA: University of Chicago Press. ISBN 978-0-226-28453-8.
31. ↑  Rafferty, J.P., 편집. (2011). 《Grazers》 1판. New York, USA: Britannica Educational Pub. 181쪽. ISBN 978-1-615-30336-6.
32. ↑  Lesbre, F.X. (1903). “Recherches anatomiques sur les camélidés” [Anatomical research on camels]. 《Archives du Musée d'Histoire Naturelle de Lyon》 (프랑스어) 8: 1–195.
33. ↑  Sandhu, P.S.; Dhingra, L.D. (1986). “Cranial capacity of Indian camel. Short communication”. 《Indian Journal of Animal Sciences》 56: 870–2. 2018년 6월 12일에 원본 문서에서 보존된 문서. 2018년 6월 12일에 확인함.
34. ↑  Hifny, A.K.; Mansour, A.A.; Moneim, M.E.A. (1985). “Some anatomical studies of the spinal cord in camel”. 《Assiut Veterinary Medicine Journal》 15: 11–20.
35. ↑  Simpson, C.D. (1984). 〈Artiodactyls〉.   Anderson, S.; Jones Jr., J.K.). 《Orders and families of recent mammals of the world》. New York, USA: John Wiley and Sons. 563–87쪽.
36. 1 2 3  Wilson, R.T. (1988). 《The Camel》 2판. London, UK: Longman. 1–223쪽. ISBN 978-0-582-77512-1.
37. ↑  Rabagliati, D.S. (1924). 《The Dentition of the Camel》. Cairo, Egypt: Egypt Ministry of Agriculture. 1–32쪽.
38. ↑  Garland, D.; Rao, P.V.; Del Corso, A.; Mura, U.; Zigler Jr., J.S. (1991). “zeta-Crystallin is a major protein in the lens of Camelus dromedarius”. 《Archives of Biochemistry and Biophysics》 285 (1): 134–6. doi:10.1016/0003-9861(91)90339-K. PMID 1990971.
39. ↑  Ghobrial, L.I. (1970). “A comparative study of the integument of the camel, Dorcas gazelle and jerboa in relation to desert life”. 《Journal of Zoology》 160 (4): 509–21. doi:10.1111/j.1469-7998.1970.tb03094.x.
40. 1 2 3 4 5  Singh, U.B.; Bharadwaj, M.B. (1978). “Anatomical, histological and histochemical observations and changes in the poll glands of the camel (Camelus dromedarius)”. 《Cells Tissues Organs》 102 (1): 74–83. doi:10.1159/000145621.
41. ↑  Dowling, D.F.; Nay, T. (1962). “Hair follicles and the sweat glands of the camel (Camelus dromedarius)”. 《Nature》 195: 578–80. doi:10.1038/195578a0.
42. ↑  Saleh, M.S.; Mobarak, A.M.; Fouad, S.M. (1971). “Radiological, anatomical and histological studies of the mammary gland of the one-humped camel (Camelus dromedarius)”. 《Zentralblatt für Veterinärmedizin Reihe A》 18 (4): 347–52. doi:10.1111/j.1439-0442.1971.tb00587.x.
43. ↑  Hegazi, A.H. (1954). “The liver of the camel as revealed by macroscopic and microscopic examinations”. 《American Journal of Veterinary Research》 15 (56): 444–6.
44. 1 2  Hegazi, A.H. (1953). “The spleen of the camel compared with other domesticated animals and its microscopic examination”. 《Journal of the American Veterinary Medical Association》 122 (912): 182–4.
45. ↑  Barakat, M.Z.; Abdel-Fattah, M. (1971). “Seasonal and sexual variations of certain constituents of normal camel blood”. 《Zentralblatt für Veterinärmedizin Reihe A》 18 (2): 174–8. doi:10.1111/j.1439-0442.1971.tb00852.x.
46. ↑  Schmidt-Nielsen, K.; Crawford, E.C.Jr.; Newsome, A.E.; Rawson, K.S.; Hammel, H.T. (1967). “Metabolic rate of camels: effect of body temperature and dehydration”. 《American Journal of Physiology》 212: 341–6.
47. ↑  Arthur, G.H.; A/Rahim, A.T.; Al Hindi, A.S. (1985). “Reproduction and genital diseases of the camel”. 《British Veterinary Journal》 141 (6): 650–9. doi:10.1016/0007-1935(85)90014-4.
48. ↑  Morton, W.R.M. (1961). “Observations on the full-term foetal membranes of three members of the Camelidae (Camelus dromedarius L., Camelus bactrianus L., and Lama glama L.)”. 《Journal of Anatomy》 95 (2): 200–9. PMC 1244464. PMID 13772976.
49. 1 2  Mobarak, A.M.; ElWishy, A.B.; Samira, M.F. (1972). “The penis and prepuce of the one-humped camel (Camelus dromedarius)”. 《Zentralblatt für Veterinärmedizin Reihe A》 19 (9): 787–95. doi:10.1111/j.1439-0442.1972.tb00532.x.
50. 1 2  Leupold, J. (1968). “Camel-an important domestic animal of the subtropics”. 《Blue Book for the Veterinary Profession》 15: 1–6.
51. ↑  Leese, A.S. (1918). 《"Tips" on camels for veterinary surgeons on active service》 (PDF). London, UK: Bailliere, Tindall And Cox. 1–56쪽. 2018년 3월 16일에 원본 문서 (PDF)에서 보존된 문서. 2018년 6월 12일에 확인함.
52. 1 2  Currason, G. (1947). “Le chameau et ses maladies” [The camel and its diseases]. 《Paris: Vigotfreres》 (프랑스어): 188–237.
53. ↑  Abbas, B.; Agab, H. (2002). “A review of camel brucellosis”. 《Preventive Veterinary Medicine》 55 (1): 47–56. doi:10.1016/S0167-5877(02)00055-7. PMID 12324206.
54. ↑  Al-Rawashdeh, O.F.; Al-Ani, F.K.; Sharrif, L.A.; Al-Qudah, K.M.; Al-Hami, Y.; Frank, N. (2000). “A survey of camel (Camelus dromedarius) diseases in Jordan”. 《Journal of Zoo and Wildlife Medicine》 (American Association of Zoo Veterinarians) 31 (3): 335–8. doi:10.1638/1042-7260(2000)031[0335:ASOCCD]2.0.CO;2. ISSN 1042-7260. PMID 11237140.
55. ↑  Roger, F.; Yesus, M. G.; Libeau, G.; Diallo, A.; Yigezu, L.M.; Yilma, T. (2001). “Detection of antibodies of rinderpest and peste des petits ruminants viruses (Paramyxoviridae, Morbillivirus) during a new epizootic disease in Ethiopian camels (Camelus dromedarius)” (PDF). 《Revue de Médecine Veterinaire》 152 (3): 265–8.
56. ↑  Perera, R.; Wang, P.; Gomaa, M.; El-Shesheny, R.; Kandeil, A.; Bagato, O.; Siu, L.; Shehata, M.; Kayed, A.; Moatasim, Y.; Li, M.; Poon, L.; Guan, Y.; Webby, R.; Ali, M.; Peiris, J.; Kayali, G. (2013). “Seroepidemiology for MERS coronavirus using microneutralisation and pseudoparticle virus neutralisation assays reveal a high prevalence of antibody in dromedary camels in Egypt, June 2013”. 《Eurosurveillance》 18 (36): 20574. doi:10.2807/1560-7917.ES2013.18.36.20574.
57. ↑  Hemida, M. G.; Chu, D.K.W.; Poon, L.L.M.; Perera, R.A.P.M.; Alhammadi, M.A.; Ng, H.Y.; Siu, L.Y.; Guan, Y.; Alnaeem, A.; Peiris, M. (2014). “MERS coronavirus in dromedary camel herd, Saudi Arabia”. 《Emerging Infectious Diseases》 20 (7): 1–4. doi:10.3201/eid2007.140571.
58. ↑  Hemida, M.; Perera, R.; Wang, P.; Alhammadi, M.; Siu, L.; Li, M.; Poon, L.; Saif, L.; Alnaeem, A.; Peiris, M. (2013). “Middle East Respiratory Syndrome (MERS) coronavirus seroprevalence in domestic livestock in Saudi Arabia, 2010 to 2013”. 《Eurosurveillance》 18 (50): 20659. doi:10.2807/1560-7917.ES2013.18.50.20659.
59. ↑  “‘낙타 접촉 자제’ 메르스 예방법 안내했다가 조롱받는 보건복지부”. 서울신문. 2015년 6월 2일에 확인함.
60. ↑  Straten, M.; Jongejan, F. (1993). “Ticks (Acari: Ixodidae) infesting the Arabian camel (Camelus dromedarius) in the Sinai, Egypt with a note on the acaricidal efficacy of ivermectin”. 《Experimental and Applied Acarology》 17 (8): 605–16. doi:10.1007/BF00053490. PMID 7628237.
61. 1 2 3  Chambers, Delaney (2017년 1월 29일). “150-year-old Diorama Surprises Scientists With Human Remains”. 《news.nationalgeographic.com》. National Geographic. 2017년 4월 22일에 확인함.
62. ↑  Klingel, H. (1985). “Social organization of the camel (Camelus dromedarius)”. 《Verhandlungen der Deutschen Zoologischen Gesellschaft》 78: 210.
63. ↑  Yagil, R.; Etzion, Z. (1980년 1월 1일). “Hormonal and behavioral patterns in the male camel (Camelus dromedarius)”. 《Reproduction》 58 (1): 61–5. doi:10.1530/jrf.0.0580061. PMID 7359491.
64. 1 2  Sambraus, H.H. (June 1994). “Biological function of morphologic peculiarities of the dromedary”. 《Tierarztliche Praxis》 22 (3): 291–3. PMID 8048041.
65. ↑  Field, C.R. (1979). “Ecology and management of camels, sheep and goats in northern Kenya. Mimeo, Nairobi, UNEP/MAB/IPAL”. United Nations Environmental Programme/Man and Biosphere -Integrated Project in Arid Lands: 1–18.
66. 1 2  Newman, D.M.R. (1979). “The feeds and feeding habits of Old and New World camels” (PDF). 《The Camelid》 1: 250–92.
67. ↑  King, S.A. (2007). 《Animal Dreaming: The Spiritual and Symbolic Language of the Australasian Animals》 Revis a expa판. Melbourne, Australia: Blue Angel Gallery. 78–9쪽. ISBN 978-0-9803983-0-4.
68. ↑  Zguigal, H.; Ghoshal, N.G. (1991). “Gross and histologic study of the rostral epidural rete mirabile and the cavernous sinus in one-humped camels”. 《American Journal of Veterinary Research》 52 (7): 1173–7. PMID 1892276.
69. ↑  MacFarlane, W.V. (1977). “Survival in an arid land”. 《Australian Natural History》 19: 18–23.
70. ↑  Chilliard, Y.; Bengoumi, M.; Delavaud, C.; Faulconnier, Y.; Faye, B. (2005). 〈Body lipids and adaptation of camel to food and water shortage: new data on adipocyte size and plasma leptin〉.   Faye, B.; Esenov, P. 《Desertification Combat and Food Safety: the Added Value of Camel Producers, Ashgabad, Turkmenistan》. NATO Science Series (I): Life and Behavioural Sciences 362. IOS Press. 135–45쪽. ISBN 978-1-58603-473-3.
71. ↑  “Arabian (Dromedary) Camel (Camelus dromedarius)”. 내셔널 지오그래픽. 2016년 4월 12일에 확인함.
72. ↑  Chatty, D. (1972). “Structural forces of pastoral nomadism, with special reference to camel pastoral nomadism”. 《Institute of Social Studies (The Hague) Occasional Papers》 (16): 1–96.
73. ↑  Abdel Rahim, S.E. (1997). “Studies on the age of puberty of male camels (Camelus dromedarius) in Saudi Arabia”. 《Veterinary journal (London, England : 1997)》 154 (1): 79–83. doi:10.1016/s1090-0233(05)80011-5. PMID 9265856.
74. ↑  H., Pilters; T., Krumbach; W.G., Kükenthal (1956). “Das verhalten der Tylopoden”. 《Handbuch der Zoologie》 8 (10): 1–24.
75. 1 2  Khan, A.A.; Kohli, I.S. (1973). “A note on the sexual behaviour of male camel (Camelus dromedarius)”. 《The Indian Journal of Animal Sciences》 43 (12): 1092–4.
76. ↑  Hartley, B.J. (1979). “The dromedary of the Horn of Africa”. 《Paper presented at Workshop on Camels》 (Stockholm: International Foundation for Science): 77–97.
77. ↑  Elias, E.; Cohen, D.; Steimetz, E. (1986). “A preliminary note on the use of milk substitutes in the early weaning of dromedary camels”. 《Comparative Biochemistry and Physiology A》 85 (1): 117–9. doi:10.1016/0300-9629(86)90471-8.
78. ↑  Klintegerg, R.; Dina, D. (1979). “Proposal for a rural development training project and study concerned with camel utilization in arid lands in Ethiopia”. 《Addis Abab (Mimeographed)》: 1–11.
79. 1 2  Bremaud, O. (1969). “Notes on camel production in the Northern districts of the Republic of Kenya”. 《Maisons-Alfort, IEMVT (Institut d'Elevage et de MWdecine Vftfrinaire des Pays Tropicaux)》 (ILCA): 1–105.
80. ↑  Chen, B.X.; Yuen, Z.X.; Pan, G.W. (1985). “Semen-induced ovulation in the bactrian camel (Camelus bactrianus).”. 《J. Reprod. Fert.》 74 (2): 335–339. doi:10.1530/jrf.0.0740335.
81. 1 2  Shalash, M.R.; Nawito, M. (1965). “Some reproductive aspects in the female camel”. 《World Rev. Anim. Prod》 4: 103–8.
82. ↑  Skidmore, J. A. (July–September 2005). “Reproduction in dromedary camels: an update” (PDF). 《Animal Reproduction》 2 (3): 161–71.
83. ↑  Musa, B.; Abusineina, M. (1978년 12월 16일). “The oestrous cycle of the camel (Camelus dromedarius)”. 《Veterinary Record》 103 (25): 556–7. doi:10.1136/vr.103.25.556. PMID 570318.
84. ↑  Skidmore, J. A.; Billah, M.; Allen, W. R. (1996년 3월 1일). “The ovarian follicular wave pattern and induction of ovulation in the mated and non-mated one-humped camel (Camelus dromedarius)”. 《Reproduction》 106 (2): 185–92. doi:10.1530/jrf.0.1060185. PMID 8699400.
85. ↑  ElWishy, A. B. (March 1988). “A study of the genital organs of the female dromedary (Camelus dromedarius)”. 《Journal of Reproduction and Fertility》 82 (2): 587–93. doi:10.1530/jrf.0.0820587. PMID 3361493.
86. ↑  Wardeh, M. F. (2004). “Classification of the dromedary camels”. 《Camel Science》 1: 1–7. CiteSeerX 10.1.1.137.2350} |citeseerx= 값 확인 필요 (도움말).
87. 1 2 3 4  Wilson, R.T.; Bourzat, D. (1987). “Research on the dromedary in Africa” (PDF). 《Scientific and Technical Review》 6 (2): 383–9. 2016년 10월 22일에 원본 문서 (PDF)에서 보존된 문서. 2018년 6월 15일에 확인함.
88. 1 2 3 4 5  Rosati, A.; Tewolde, A.; Mosconi, C. (2007). 《Animal Production and Animal Science Worldwide》. Wageningen (The Netherlands): Wageningen Academic Publishers. 168–9쪽. ISBN 9789086860340.
89. ↑  식량 농업 기구, United Nations (1984). 《Food and Agriculture Organisation Production Yearbook》. Rome: United Nations.
90. ↑  Sghaier, M. (2004). “Camel production systems in Africa” (PDF). 《ICAR Technical Series》: 22–33. 2016년 10월 22일에 원본 문서 (PDF)에서 보존된 문서. 2018년 6월 15일에 확인함.
91. ↑  Roth, H. H.; Merz, G. (1996). 《Wildlife Resources : A Global Account of Economic Use》. Springer. 272–7쪽. ISBN 3-540-61357-9.
92. 1 2  Köhler-Rollefson, I. (2005). “The camel in Rajasthan: Agricultural biodiversity under threat” (PDF). 《Saving the Camel and Peoples’ Livelihoods》 6: 14–26. 2016년 3월 3일에 원본 문서 (PDF)에서 보존된 문서. 2018년 6월 15일에 확인함.
93. ↑  Geer, A. (2008). 《Animals in Stone : Indian Mammals Sculptured Through Time》. Brill. 144–9쪽. ISBN 978-90-04-16819-0. ISSN 0169-9377.
94. ↑  Kadim, I.T.; Maghoub, O. (2004). “Camelid genetic resources. A report on three Arabian Gulf Countries” (PDF). 《ICAR Technical Series》: 81–92. 2016년 10월 22일에 원본 문서 (PDF)에서 보존된 문서. 2018년 6월 15일에 확인함.
95. ↑  Richard, Suzanne (2003). 《Near Eastern Archaeology: A Reader》. Eisenbrauns. 120쪽. ISBN 9781575060835.
96. ↑  Bromiley, G. W. (1979). 《The International Standard Bible Encyclopedia, Volume One: AD》. W.B. Eerdmans. ISBN 0-8028-3781-6.
97. ↑  Gellner, A. M. K. (1994). 《Nomads and the Outside World》 2판. University of Wisconsin Press. 108쪽. ISBN 0-299-14284-1.
98. 1 2  Epstein, H. (1971). “History and origin of the African camel”. 《The origin of the domestic animals in Africa》 (African Publishing Corporation): 558–64.
99. ↑  Harris, N. (2003). 《Atlas of the World's Deserts》. Fitzroy Dearborn. 223쪽. ISBN 0-203-49166-1.
100. ↑  Kaegi, W. E. (2010). 《Muslim Expansion and Byzantine Collapse in North Africa》 1판. Cambridge University Press. ISBN 978-0-521-19677-2.
101. ↑  Lawless, R. I.; Findlay, A. M. (1984). 《North Africa: Contemporary Politics and Economic Development》 1판. Croom Helm. 128쪽. ISBN 0-7099-1609-4.
102. 1 2  Schulz, U.; Tupac-Yupanqui, I.; Martínez, A.; Méndez, S.; Delgado, J. V.; Gómez, M.; Dunner, S.; Cañón, J. (2010). “The Canarian camel: a traditional dromedary population”. 《Diversity》 2 (4): 561–71. doi:10.3390/d2040561. ISSN 1424-2818.
103. ↑  “Afghan Cameleers in Australia”. 《Australian Government》. 2016년 3월 3일에 원본 문서에서 보존된 문서. 2016년 1월 28일에 확인함.
104. ↑  “The Introduction of camels into Australia”. 《Burkes & Wills Web (Digital Research Archive)》. The Burke & Wills Historical Society. 2016년 1월 28일에 확인함.
105. ↑  Sweet, L.E. (1965). “Camel raiding of North Arabian Bedouin: a mechanism of ecological adaptation”. 《American Anthropologist》 67 (5): 1132–50. doi:10.1525/aa.1965.67.5.02a00030.
106. ↑  Robertson, J. (1938). 《With the Cameliers in Palestine》. Uckfield, UK: Naval & Military Press. 35–44쪽.
107. ↑  Bligh, J.; Cloudsley-Thompson, J.L.; Macdonald, A.G. 《Environmental Physiology of Animals》. Oxford, UK: Blackwell Scientific Publications. 142–5쪽. ISBN 978-0-632-00416-4.
108. ↑  Gillespie, L.A. (1962). “Riding camels of the Sudan”. 《Sudan Journal of Veterinary Science and Animal Husbandry》 3 (1): 37–42.
109. 1 2 3  Nanda, P.N. (1957). “Camel and their management”. 《Indian Council of Agricultural Research Review Series》 (16): 1–17.
110. 1 2  Acland, P.B.E. (1932). “Notes on the camel in the eastern Sudan”. 《Sudan Notes and Records》 15 (1): 119–49. JSTOR 41716025.
111. ↑  Matharu, B.S. (1966). “Camel care”. 《Indian Farming》 16: 19–22.
112. ↑  Sawaya, W.N.; Khalil, J.K.; Al-Shalhat, A.; Al-Mohammad, H. (1984). “Chemical composition and nutritional quality of camel milk”. 《Journal of Food Science》 49 (3): 744–7. doi:10.1111/j.1365-2621.1984.tb13200.x.
113. ↑  Farah, Z.; Atkins, D. (1992). “Heat coagulation of camel milk”. 《Journal of Dairy Research》 59 (2): 229. doi:10.1017/S002202990003048X.
114. ↑  Knoess, K. H. (1980). “Milk production of the dromedary”. 《Provisional Report, International Foundation for Science》 (6): 201–14.
115. ↑  Yasin, S.A.; Wahid, A. (1957). “Pakistan camels. A preliminary survey.”. 《Agriculture Pakistan》 8: 289–97.
116. 1 2  Knoess, K.H. (1977). “The camel as a meat and milk animal”. 《World Animal Review》. 2016년 2월 3일에 원본 문서에서 보존된 문서. 2018년 6월 16일에 확인함.
117. ↑  Kuliev, K.A. (1959). “The utilisation of camels’ milk”. 《Animal Breeding Abstracts》 27: 392.
118. ↑  Attia, H.; Kherouatou, N.; Dhouib, A. (2001). “Dromedary milk lactic acid fermentation: microbiological and rheological characteristics”. 《Journal of Industrial Microbiology and Biotechnology》 26 (5): 263–70. doi:10.1038/sj.jim.7000111. PMID 11494100.
119. ↑  Ramet, J.P. (1987). “Saudi Arabia: use of bovine calf rennet to coagulate raw camel milk”. 《World Animal Review (FAO)》 61: 11–16.
120. ↑  Bonnet, P. (1998). 《Dromadaires et chameaux, animaux laitiers: actes du colloque》 [Dromedaries and Camels, Milking Animals] (프랑스어). CIRAD. 195쪽. ISBN 978-2-87614-307-4.
121. ↑  Rao, M.B.; Gupta, R.C.; Dastur, N.N. (1970). “Camels' milk and milk products”. 《Indian Journal of Daily Science》 23 (2): 71–8.
122. 1 2 3  Kadim, I.T.; Mahgoub, O.; Purchas, R.W. (2008). “A review of the growth, and of the carcass and meat quality characteristics of the one-humped camel (Camelus dromedarius)”. 《Meat Science》 80 (3): 555–69. doi:10.1016/j.meatsci.2008.02.010. PMID 22063567.
123. ↑  Khatami, K. (1970). 《Camel meat: A new promising approach to the solution of meat and protein in the arid and semi-arid countries of the world》. Tehran: Ministry of Agriculture, Tehran. 1–4쪽.
124. ↑  Rawdah, T. N.; El-Faer, M. Z.; Koreish, S. A. (1994). “Fatty acid composition of the meat and fat of the one-humped camel (Camelus dromedarius)”. 《Meat Science》 37 (1): 149–55. doi:10.1016/0309-1740(94)90151-1. PMID 22059419.
125. ↑  Cortesi, M.L. (1994). “Slaughterhouses and humane treatment”. 《Revue Scientifique Et Technique》 13 (1): 171–93. doi:10.20506/rst.13.1.759. PMID 8173095.
126. ↑  Kadim, I.T. (2013). 《Camel Meat and Meat Products》. Oxfordshire, UK: CABI. 54–72쪽. ISBN 978-1-78064-101-0.
127. ↑  Saeed, A.A.B.; Al-Hamdan, N.A.; Fontaine, R.E. (2005). “Plague from eating raw camel liver”. 《Emerging Infectious Diseases》 11 (9): 1456–7. doi:10.3201/eid1109.050081. PMC 3310619. PMID 16229781.